# Escac continu
En el joc dels escacs, l'escac continu o xec continu és una situació en la qual un jugador pot forçar les taules mercès a una sèrie sense fi de xecs. Aquesta situació es dona normalment quan el jugador que fa l'escac continu no pot fer escac i mat, i a més, si deixés de fer xecs donaria al rival l'oportunitat de guanyar. Les taules per escac continu no formen part actualment (tot i que ho havien estat) del reglament dels escacs; de tota manera, l'escac continu normalment deriva en taules ja sigui per triple repetició de jugades o per la regla dels cinquanta moviments, tot i que usualment els jugadors fan abans taules per mutu acord. (Burgess 2000:478)
L'escac continu pot també ocórrer en altres variacions dels escacs, tot i que les regles relatives a aquesta situació poden ser diferents. Per exemple, fer escac continu no està permès (seria una derrota automàtica per qui el fa) tant al shogi com al xiangqi.

## Exemples
|   | a | b | c | d | e | f | g | h |   |
| 8 | g8 negres rei · g7 negres peó · g5 blanques rei · h5 blanques dama · b4 negres torre · a3 negres dama · d3 negres alfil | g8 negres rei · g7 negres peó · g5 blanques rei · h5 blanques dama · b4 negres torre · a3 negres dama · d3 negres alfil | g8 negres rei · g7 negres peó · g5 blanques rei · h5 blanques dama · b4 negres torre · a3 negres dama · d3 negres alfil | g8 negres rei · g7 negres peó · g5 blanques rei · h5 blanques dama · b4 negres torre · a3 negres dama · d3 negres alfil | g8 negres rei · g7 negres peó · g5 blanques rei · h5 blanques dama · b4 negres torre · a3 negres dama · d3 negres alfil | g8 negres rei · g7 negres peó · g5 blanques rei · h5 blanques dama · b4 negres torre · a3 negres dama · d3 negres alfil | g8 negres rei · g7 negres peó · g5 blanques rei · h5 blanques dama · b4 negres torre · a3 negres dama · d3 negres alfil | g8 negres rei · g7 negres peó · g5 blanques rei · h5 blanques dama · b4 negres torre · a3 negres dama · d3 negres alfil | 8 |
| 7 | g8 negres rei · g7 negres peó · g5 blanques rei · h5 blanques dama · b4 negres torre · a3 negres dama · d3 negres alfil | g8 negres rei · g7 negres peó · g5 blanques rei · h5 blanques dama · b4 negres torre · a3 negres dama · d3 negres alfil | g8 negres rei · g7 negres peó · g5 blanques rei · h5 blanques dama · b4 negres torre · a3 negres dama · d3 negres alfil | g8 negres rei · g7 negres peó · g5 blanques rei · h5 blanques dama · b4 negres torre · a3 negres dama · d3 negres alfil | g8 negres rei · g7 negres peó · g5 blanques rei · h5 blanques dama · b4 negres torre · a3 negres dama · d3 negres alfil | g8 negres rei · g7 negres peó · g5 blanques rei · h5 blanques dama · b4 negres torre · a3 negres dama · d3 negres alfil | g8 negres rei · g7 negres peó · g5 blanques rei · h5 blanques dama · b4 negres torre · a3 negres dama · d3 negres alfil | g8 negres rei · g7 negres peó · g5 blanques rei · h5 blanques dama · b4 negres torre · a3 negres dama · d3 negres alfil | 7 |
| 6 | g8 negres rei · g7 negres peó · g5 blanques rei · h5 blanques dama · b4 negres torre · a3 negres dama · d3 negres alfil | g8 negres rei · g7 negres peó · g5 blanques rei · h5 blanques dama · b4 negres torre · a3 negres dama · d3 negres alfil | g8 negres rei · g7 negres peó · g5 blanques rei · h5 blanques dama · b4 negres torre · a3 negres dama · d3 negres alfil | g8 negres rei · g7 negres peó · g5 blanques rei · h5 blanques dama · b4 negres torre · a3 negres dama · d3 negres alfil | g8 negres rei · g7 negres peó · g5 blanques rei · h5 blanques dama · b4 negres torre · a3 negres dama · d3 negres alfil | g8 negres rei · g7 negres peó · g5 blanques rei · h5 blanques dama · b4 negres torre · a3 negres dama · d3 negres alfil | g8 negres rei · g7 negres peó · g5 blanques rei · h5 blanques dama · b4 negres torre · a3 negres dama · d3 negres alfil | g8 negres rei · g7 negres peó · g5 blanques rei · h5 blanques dama · b4 negres torre · a3 negres dama · d3 negres alfil | 6 |
| 5 | g8 negres rei · g7 negres peó · g5 blanques rei · h5 blanques dama · b4 negres torre · a3 negres dama · d3 negres alfil | g8 negres rei · g7 negres peó · g5 blanques rei · h5 blanques dama · b4 negres torre · a3 negres dama · d3 negres alfil | g8 negres rei · g7 negres peó · g5 blanques rei · h5 blanques dama · b4 negres torre · a3 negres dama · d3 negres alfil | g8 negres rei · g7 negres peó · g5 blanques rei · h5 blanques dama · b4 negres torre · a3 negres dama · d3 negres alfil | g8 negres rei · g7 negres peó · g5 blanques rei · h5 blanques dama · b4 negres torre · a3 negres dama · d3 negres alfil | g8 negres rei · g7 negres peó · g5 blanques rei · h5 blanques dama · b4 negres torre · a3 negres dama · d3 negres alfil | g8 negres rei · g7 negres peó · g5 blanques rei · h5 blanques dama · b4 negres torre · a3 negres dama · d3 negres alfil | g8 negres rei · g7 negres peó · g5 blanques rei · h5 blanques dama · b4 negres torre · a3 negres dama · d3 negres alfil | 5 |
| 4 | g8 negres rei · g7 negres peó · g5 blanques rei · h5 blanques dama · b4 negres torre · a3 negres dama · d3 negres alfil | g8 negres rei · g7 negres peó · g5 blanques rei · h5 blanques dama · b4 negres torre · a3 negres dama · d3 negres alfil | g8 negres rei · g7 negres peó · g5 blanques rei · h5 blanques dama · b4 negres torre · a3 negres dama · d3 negres alfil | g8 negres rei · g7 negres peó · g5 blanques rei · h5 blanques dama · b4 negres torre · a3 negres dama · d3 negres alfil | g8 negres rei · g7 negres peó · g5 blanques rei · h5 blanques dama · b4 negres torre · a3 negres dama · d3 negres alfil | g8 negres rei · g7 negres peó · g5 blanques rei · h5 blanques dama · b4 negres torre · a3 negres dama · d3 negres alfil | g8 negres rei · g7 negres peó · g5 blanques rei · h5 blanques dama · b4 negres torre · a3 negres dama · d3 negres alfil | g8 negres rei · g7 negres peó · g5 blanques rei · h5 blanques dama · b4 negres torre · a3 negres dama · d3 negres alfil | 4 |
| 3 | g8 negres rei · g7 negres peó · g5 blanques rei · h5 blanques dama · b4 negres torre · a3 negres dama · d3 negres alfil | g8 negres rei · g7 negres peó · g5 blanques rei · h5 blanques dama · b4 negres torre · a3 negres dama · d3 negres alfil | g8 negres rei · g7 negres peó · g5 blanques rei · h5 blanques dama · b4 negres torre · a3 negres dama · d3 negres alfil | g8 negres rei · g7 negres peó · g5 blanques rei · h5 blanques dama · b4 negres torre · a3 negres dama · d3 negres alfil | g8 negres rei · g7 negres peó · g5 blanques rei · h5 blanques dama · b4 negres torre · a3 negres dama · d3 negres alfil | g8 negres rei · g7 negres peó · g5 blanques rei · h5 blanques dama · b4 negres torre · a3 negres dama · d3 negres alfil | g8 negres rei · g7 negres peó · g5 blanques rei · h5 blanques dama · b4 negres torre · a3 negres dama · d3 negres alfil | g8 negres rei · g7 negres peó · g5 blanques rei · h5 blanques dama · b4 negres torre · a3 negres dama · d3 negres alfil | 3 |
| 2 | g8 negres rei · g7 negres peó · g5 blanques rei · h5 blanques dama · b4 negres torre · a3 negres dama · d3 negres alfil | g8 negres rei · g7 negres peó · g5 blanques rei · h5 blanques dama · b4 negres torre · a3 negres dama · d3 negres alfil | g8 negres rei · g7 negres peó · g5 blanques rei · h5 blanques dama · b4 negres torre · a3 negres dama · d3 negres alfil | g8 negres rei · g7 negres peó · g5 blanques rei · h5 blanques dama · b4 negres torre · a3 negres dama · d3 negres alfil | g8 negres rei · g7 negres peó · g5 blanques rei · h5 blanques dama · b4 negres torre · a3 negres dama · d3 negres alfil | g8 negres rei · g7 negres peó · g5 blanques rei · h5 blanques dama · b4 negres torre · a3 negres dama · d3 negres alfil | g8 negres rei · g7 negres peó · g5 blanques rei · h5 blanques dama · b4 negres torre · a3 negres dama · d3 negres alfil | g8 negres rei · g7 negres peó · g5 blanques rei · h5 blanques dama · b4 negres torre · a3 negres dama · d3 negres alfil | 2 |
| 1 | g8 negres rei · g7 negres peó · g5 blanques rei · h5 blanques dama · b4 negres torre · a3 negres dama · d3 negres alfil | g8 negres rei · g7 negres peó · g5 blanques rei · h5 blanques dama · b4 negres torre · a3 negres dama · d3 negres alfil | g8 negres rei · g7 negres peó · g5 blanques rei · h5 blanques dama · b4 negres torre · a3 negres dama · d3 negres alfil | g8 negres rei · g7 negres peó · g5 blanques rei · h5 blanques dama · b4 negres torre · a3 negres dama · d3 negres alfil | g8 negres rei · g7 negres peó · g5 blanques rei · h5 blanques dama · b4 negres torre · a3 negres dama · d3 negres alfil | g8 negres rei · g7 negres peó · g5 blanques rei · h5 blanques dama · b4 negres torre · a3 negres dama · d3 negres alfil | g8 negres rei · g7 negres peó · g5 blanques rei · h5 blanques dama · b4 negres torre · a3 negres dama · d3 negres alfil | g8 negres rei · g7 negres peó · g5 blanques rei · h5 blanques dama · b4 negres torre · a3 negres dama · d3 negres alfil | 1 |
|   | a | b | c | d | e | f | g | h |   |

En aquest diagrama, les negres tenen molt de material d'avantatge: una torre, un alfil, i un peó, una circumstància que normalment seria decisiva. Però les blanques, que tenen el torn de joc, poden fer taules per escac continu:
1. De8+ Rh7
2. Dh5+ Rg8
3. De8+ etc (Reinfeld 1958:42–43).
La mateixa posició es repetirà aviat res cops, de manera que les blanques podran reclamar taules per triple repetició, o bé els jugadors acordaran taules abans.

### Unzicker versus Averbakh
|   | a | b | c | d | e | f | g | h |   |
| 8 | f8 negres torre · g8 negres rei · b7 negres torre · c7 blanques peó · g7 negres peó · h7 negres peó · a6 negres peó · f6 negres cavall · d5 blanques peó · e5 negres peó · b4 blanques peó · e4 blanques peó · f4 negres dama · c3 blanques dama · h3 blanques peó · a2 blanques peó · g2 blanques peó · a1 blanques torre · e1 blanques torre · g1 blanques rei | f8 negres torre · g8 negres rei · b7 negres torre · c7 blanques peó · g7 negres peó · h7 negres peó · a6 negres peó · f6 negres cavall · d5 blanques peó · e5 negres peó · b4 blanques peó · e4 blanques peó · f4 negres dama · c3 blanques dama · h3 blanques peó · a2 blanques peó · g2 blanques peó · a1 blanques torre · e1 blanques torre · g1 blanques rei | f8 negres torre · g8 negres rei · b7 negres torre · c7 blanques peó · g7 negres peó · h7 negres peó · a6 negres peó · f6 negres cavall · d5 blanques peó · e5 negres peó · b4 blanques peó · e4 blanques peó · f4 negres dama · c3 blanques dama · h3 blanques peó · a2 blanques peó · g2 blanques peó · a1 blanques torre · e1 blanques torre · g1 blanques rei | f8 negres torre · g8 negres rei · b7 negres torre · c7 blanques peó · g7 negres peó · h7 negres peó · a6 negres peó · f6 negres cavall · d5 blanques peó · e5 negres peó · b4 blanques peó · e4 blanques peó · f4 negres dama · c3 blanques dama · h3 blanques peó · a2 blanques peó · g2 blanques peó · a1 blanques torre · e1 blanques torre · g1 blanques rei | f8 negres torre · g8 negres rei · b7 negres torre · c7 blanques peó · g7 negres peó · h7 negres peó · a6 negres peó · f6 negres cavall · d5 blanques peó · e5 negres peó · b4 blanques peó · e4 blanques peó · f4 negres dama · c3 blanques dama · h3 blanques peó · a2 blanques peó · g2 blanques peó · a1 blanques torre · e1 blanques torre · g1 blanques rei | f8 negres torre · g8 negres rei · b7 negres torre · c7 blanques peó · g7 negres peó · h7 negres peó · a6 negres peó · f6 negres cavall · d5 blanques peó · e5 negres peó · b4 blanques peó · e4 blanques peó · f4 negres dama · c3 blanques dama · h3 blanques peó · a2 blanques peó · g2 blanques peó · a1 blanques torre · e1 blanques torre · g1 blanques rei | f8 negres torre · g8 negres rei · b7 negres torre · c7 blanques peó · g7 negres peó · h7 negres peó · a6 negres peó · f6 negres cavall · d5 blanques peó · e5 negres peó · b4 blanques peó · e4 blanques peó · f4 negres dama · c3 blanques dama · h3 blanques peó · a2 blanques peó · g2 blanques peó · a1 blanques torre · e1 blanques torre · g1 blanques rei | f8 negres torre · g8 negres rei · b7 negres torre · c7 blanques peó · g7 negres peó · h7 negres peó · a6 negres peó · f6 negres cavall · d5 blanques peó · e5 negres peó · b4 blanques peó · e4 blanques peó · f4 negres dama · c3 blanques dama · h3 blanques peó · a2 blanques peó · g2 blanques peó · a1 blanques torre · e1 blanques torre · g1 blanques rei | 8 |
| 7 | f8 negres torre · g8 negres rei · b7 negres torre · c7 blanques peó · g7 negres peó · h7 negres peó · a6 negres peó · f6 negres cavall · d5 blanques peó · e5 negres peó · b4 blanques peó · e4 blanques peó · f4 negres dama · c3 blanques dama · h3 blanques peó · a2 blanques peó · g2 blanques peó · a1 blanques torre · e1 blanques torre · g1 blanques rei | f8 negres torre · g8 negres rei · b7 negres torre · c7 blanques peó · g7 negres peó · h7 negres peó · a6 negres peó · f6 negres cavall · d5 blanques peó · e5 negres peó · b4 blanques peó · e4 blanques peó · f4 negres dama · c3 blanques dama · h3 blanques peó · a2 blanques peó · g2 blanques peó · a1 blanques torre · e1 blanques torre · g1 blanques rei | f8 negres torre · g8 negres rei · b7 negres torre · c7 blanques peó · g7 negres peó · h7 negres peó · a6 negres peó · f6 negres cavall · d5 blanques peó · e5 negres peó · b4 blanques peó · e4 blanques peó · f4 negres dama · c3 blanques dama · h3 blanques peó · a2 blanques peó · g2 blanques peó · a1 blanques torre · e1 blanques torre · g1 blanques rei | f8 negres torre · g8 negres rei · b7 negres torre · c7 blanques peó · g7 negres peó · h7 negres peó · a6 negres peó · f6 negres cavall · d5 blanques peó · e5 negres peó · b4 blanques peó · e4 blanques peó · f4 negres dama · c3 blanques dama · h3 blanques peó · a2 blanques peó · g2 blanques peó · a1 blanques torre · e1 blanques torre · g1 blanques rei | f8 negres torre · g8 negres rei · b7 negres torre · c7 blanques peó · g7 negres peó · h7 negres peó · a6 negres peó · f6 negres cavall · d5 blanques peó · e5 negres peó · b4 blanques peó · e4 blanques peó · f4 negres dama · c3 blanques dama · h3 blanques peó · a2 blanques peó · g2 blanques peó · a1 blanques torre · e1 blanques torre · g1 blanques rei | f8 negres torre · g8 negres rei · b7 negres torre · c7 blanques peó · g7 negres peó · h7 negres peó · a6 negres peó · f6 negres cavall · d5 blanques peó · e5 negres peó · b4 blanques peó · e4 blanques peó · f4 negres dama · c3 blanques dama · h3 blanques peó · a2 blanques peó · g2 blanques peó · a1 blanques torre · e1 blanques torre · g1 blanques rei | f8 negres torre · g8 negres rei · b7 negres torre · c7 blanques peó · g7 negres peó · h7 negres peó · a6 negres peó · f6 negres cavall · d5 blanques peó · e5 negres peó · b4 blanques peó · e4 blanques peó · f4 negres dama · c3 blanques dama · h3 blanques peó · a2 blanques peó · g2 blanques peó · a1 blanques torre · e1 blanques torre · g1 blanques rei | f8 negres torre · g8 negres rei · b7 negres torre · c7 blanques peó · g7 negres peó · h7 negres peó · a6 negres peó · f6 negres cavall · d5 blanques peó · e5 negres peó · b4 blanques peó · e4 blanques peó · f4 negres dama · c3 blanques dama · h3 blanques peó · a2 blanques peó · g2 blanques peó · a1 blanques torre · e1 blanques torre · g1 blanques rei | 7 |
| 6 | f8 negres torre · g8 negres rei · b7 negres torre · c7 blanques peó · g7 negres peó · h7 negres peó · a6 negres peó · f6 negres cavall · d5 blanques peó · e5 negres peó · b4 blanques peó · e4 blanques peó · f4 negres dama · c3 blanques dama · h3 blanques peó · a2 blanques peó · g2 blanques peó · a1 blanques torre · e1 blanques torre · g1 blanques rei | f8 negres torre · g8 negres rei · b7 negres torre · c7 blanques peó · g7 negres peó · h7 negres peó · a6 negres peó · f6 negres cavall · d5 blanques peó · e5 negres peó · b4 blanques peó · e4 blanques peó · f4 negres dama · c3 blanques dama · h3 blanques peó · a2 blanques peó · g2 blanques peó · a1 blanques torre · e1 blanques torre · g1 blanques rei | f8 negres torre · g8 negres rei · b7 negres torre · c7 blanques peó · g7 negres peó · h7 negres peó · a6 negres peó · f6 negres cavall · d5 blanques peó · e5 negres peó · b4 blanques peó · e4 blanques peó · f4 negres dama · c3 blanques dama · h3 blanques peó · a2 blanques peó · g2 blanques peó · a1 blanques torre · e1 blanques torre · g1 blanques rei | f8 negres torre · g8 negres rei · b7 negres torre · c7 blanques peó · g7 negres peó · h7 negres peó · a6 negres peó · f6 negres cavall · d5 blanques peó · e5 negres peó · b4 blanques peó · e4 blanques peó · f4 negres dama · c3 blanques dama · h3 blanques peó · a2 blanques peó · g2 blanques peó · a1 blanques torre · e1 blanques torre · g1 blanques rei | f8 negres torre · g8 negres rei · b7 negres torre · c7 blanques peó · g7 negres peó · h7 negres peó · a6 negres peó · f6 negres cavall · d5 blanques peó · e5 negres peó · b4 blanques peó · e4 blanques peó · f4 negres dama · c3 blanques dama · h3 blanques peó · a2 blanques peó · g2 blanques peó · a1 blanques torre · e1 blanques torre · g1 blanques rei | f8 negres torre · g8 negres rei · b7 negres torre · c7 blanques peó · g7 negres peó · h7 negres peó · a6 negres peó · f6 negres cavall · d5 blanques peó · e5 negres peó · b4 blanques peó · e4 blanques peó · f4 negres dama · c3 blanques dama · h3 blanques peó · a2 blanques peó · g2 blanques peó · a1 blanques torre · e1 blanques torre · g1 blanques rei | f8 negres torre · g8 negres rei · b7 negres torre · c7 blanques peó · g7 negres peó · h7 negres peó · a6 negres peó · f6 negres cavall · d5 blanques peó · e5 negres peó · b4 blanques peó · e4 blanques peó · f4 negres dama · c3 blanques dama · h3 blanques peó · a2 blanques peó · g2 blanques peó · a1 blanques torre · e1 blanques torre · g1 blanques rei | f8 negres torre · g8 negres rei · b7 negres torre · c7 blanques peó · g7 negres peó · h7 negres peó · a6 negres peó · f6 negres cavall · d5 blanques peó · e5 negres peó · b4 blanques peó · e4 blanques peó · f4 negres dama · c3 blanques dama · h3 blanques peó · a2 blanques peó · g2 blanques peó · a1 blanques torre · e1 blanques torre · g1 blanques rei | 6 |
| 5 | f8 negres torre · g8 negres rei · b7 negres torre · c7 blanques peó · g7 negres peó · h7 negres peó · a6 negres peó · f6 negres cavall · d5 blanques peó · e5 negres peó · b4 blanques peó · e4 blanques peó · f4 negres dama · c3 blanques dama · h3 blanques peó · a2 blanques peó · g2 blanques peó · a1 blanques torre · e1 blanques torre · g1 blanques rei | f8 negres torre · g8 negres rei · b7 negres torre · c7 blanques peó · g7 negres peó · h7 negres peó · a6 negres peó · f6 negres cavall · d5 blanques peó · e5 negres peó · b4 blanques peó · e4 blanques peó · f4 negres dama · c3 blanques dama · h3 blanques peó · a2 blanques peó · g2 blanques peó · a1 blanques torre · e1 blanques torre · g1 blanques rei | f8 negres torre · g8 negres rei · b7 negres torre · c7 blanques peó · g7 negres peó · h7 negres peó · a6 negres peó · f6 negres cavall · d5 blanques peó · e5 negres peó · b4 blanques peó · e4 blanques peó · f4 negres dama · c3 blanques dama · h3 blanques peó · a2 blanques peó · g2 blanques peó · a1 blanques torre · e1 blanques torre · g1 blanques rei | f8 negres torre · g8 negres rei · b7 negres torre · c7 blanques peó · g7 negres peó · h7 negres peó · a6 negres peó · f6 negres cavall · d5 blanques peó · e5 negres peó · b4 blanques peó · e4 blanques peó · f4 negres dama · c3 blanques dama · h3 blanques peó · a2 blanques peó · g2 blanques peó · a1 blanques torre · e1 blanques torre · g1 blanques rei | f8 negres torre · g8 negres rei · b7 negres torre · c7 blanques peó · g7 negres peó · h7 negres peó · a6 negres peó · f6 negres cavall · d5 blanques peó · e5 negres peó · b4 blanques peó · e4 blanques peó · f4 negres dama · c3 blanques dama · h3 blanques peó · a2 blanques peó · g2 blanques peó · a1 blanques torre · e1 blanques torre · g1 blanques rei | f8 negres torre · g8 negres rei · b7 negres torre · c7 blanques peó · g7 negres peó · h7 negres peó · a6 negres peó · f6 negres cavall · d5 blanques peó · e5 negres peó · b4 blanques peó · e4 blanques peó · f4 negres dama · c3 blanques dama · h3 blanques peó · a2 blanques peó · g2 blanques peó · a1 blanques torre · e1 blanques torre · g1 blanques rei | f8 negres torre · g8 negres rei · b7 negres torre · c7 blanques peó · g7 negres peó · h7 negres peó · a6 negres peó · f6 negres cavall · d5 blanques peó · e5 negres peó · b4 blanques peó · e4 blanques peó · f4 negres dama · c3 blanques dama · h3 blanques peó · a2 blanques peó · g2 blanques peó · a1 blanques torre · e1 blanques torre · g1 blanques rei | f8 negres torre · g8 negres rei · b7 negres torre · c7 blanques peó · g7 negres peó · h7 negres peó · a6 negres peó · f6 negres cavall · d5 blanques peó · e5 negres peó · b4 blanques peó · e4 blanques peó · f4 negres dama · c3 blanques dama · h3 blanques peó · a2 blanques peó · g2 blanques peó · a1 blanques torre · e1 blanques torre · g1 blanques rei | 5 |
| 4 | f8 negres torre · g8 negres rei · b7 negres torre · c7 blanques peó · g7 negres peó · h7 negres peó · a6 negres peó · f6 negres cavall · d5 blanques peó · e5 negres peó · b4 blanques peó · e4 blanques peó · f4 negres dama · c3 blanques dama · h3 blanques peó · a2 blanques peó · g2 blanques peó · a1 blanques torre · e1 blanques torre · g1 blanques rei | f8 negres torre · g8 negres rei · b7 negres torre · c7 blanques peó · g7 negres peó · h7 negres peó · a6 negres peó · f6 negres cavall · d5 blanques peó · e5 negres peó · b4 blanques peó · e4 blanques peó · f4 negres dama · c3 blanques dama · h3 blanques peó · a2 blanques peó · g2 blanques peó · a1 blanques torre · e1 blanques torre · g1 blanques rei | f8 negres torre · g8 negres rei · b7 negres torre · c7 blanques peó · g7 negres peó · h7 negres peó · a6 negres peó · f6 negres cavall · d5 blanques peó · e5 negres peó · b4 blanques peó · e4 blanques peó · f4 negres dama · c3 blanques dama · h3 blanques peó · a2 blanques peó · g2 blanques peó · a1 blanques torre · e1 blanques torre · g1 blanques rei | f8 negres torre · g8 negres rei · b7 negres torre · c7 blanques peó · g7 negres peó · h7 negres peó · a6 negres peó · f6 negres cavall · d5 blanques peó · e5 negres peó · b4 blanques peó · e4 blanques peó · f4 negres dama · c3 blanques dama · h3 blanques peó · a2 blanques peó · g2 blanques peó · a1 blanques torre · e1 blanques torre · g1 blanques rei | f8 negres torre · g8 negres rei · b7 negres torre · c7 blanques peó · g7 negres peó · h7 negres peó · a6 negres peó · f6 negres cavall · d5 blanques peó · e5 negres peó · b4 blanques peó · e4 blanques peó · f4 negres dama · c3 blanques dama · h3 blanques peó · a2 blanques peó · g2 blanques peó · a1 blanques torre · e1 blanques torre · g1 blanques rei | f8 negres torre · g8 negres rei · b7 negres torre · c7 blanques peó · g7 negres peó · h7 negres peó · a6 negres peó · f6 negres cavall · d5 blanques peó · e5 negres peó · b4 blanques peó · e4 blanques peó · f4 negres dama · c3 blanques dama · h3 blanques peó · a2 blanques peó · g2 blanques peó · a1 blanques torre · e1 blanques torre · g1 blanques rei | f8 negres torre · g8 negres rei · b7 negres torre · c7 blanques peó · g7 negres peó · h7 negres peó · a6 negres peó · f6 negres cavall · d5 blanques peó · e5 negres peó · b4 blanques peó · e4 blanques peó · f4 negres dama · c3 blanques dama · h3 blanques peó · a2 blanques peó · g2 blanques peó · a1 blanques torre · e1 blanques torre · g1 blanques rei | f8 negres torre · g8 negres rei · b7 negres torre · c7 blanques peó · g7 negres peó · h7 negres peó · a6 negres peó · f6 negres cavall · d5 blanques peó · e5 negres peó · b4 blanques peó · e4 blanques peó · f4 negres dama · c3 blanques dama · h3 blanques peó · a2 blanques peó · g2 blanques peó · a1 blanques torre · e1 blanques torre · g1 blanques rei | 4 |
| 3 | f8 negres torre · g8 negres rei · b7 negres torre · c7 blanques peó · g7 negres peó · h7 negres peó · a6 negres peó · f6 negres cavall · d5 blanques peó · e5 negres peó · b4 blanques peó · e4 blanques peó · f4 negres dama · c3 blanques dama · h3 blanques peó · a2 blanques peó · g2 blanques peó · a1 blanques torre · e1 blanques torre · g1 blanques rei | f8 negres torre · g8 negres rei · b7 negres torre · c7 blanques peó · g7 negres peó · h7 negres peó · a6 negres peó · f6 negres cavall · d5 blanques peó · e5 negres peó · b4 blanques peó · e4 blanques peó · f4 negres dama · c3 blanques dama · h3 blanques peó · a2 blanques peó · g2 blanques peó · a1 blanques torre · e1 blanques torre · g1 blanques rei | f8 negres torre · g8 negres rei · b7 negres torre · c7 blanques peó · g7 negres peó · h7 negres peó · a6 negres peó · f6 negres cavall · d5 blanques peó · e5 negres peó · b4 blanques peó · e4 blanques peó · f4 negres dama · c3 blanques dama · h3 blanques peó · a2 blanques peó · g2 blanques peó · a1 blanques torre · e1 blanques torre · g1 blanques rei | f8 negres torre · g8 negres rei · b7 negres torre · c7 blanques peó · g7 negres peó · h7 negres peó · a6 negres peó · f6 negres cavall · d5 blanques peó · e5 negres peó · b4 blanques peó · e4 blanques peó · f4 negres dama · c3 blanques dama · h3 blanques peó · a2 blanques peó · g2 blanques peó · a1 blanques torre · e1 blanques torre · g1 blanques rei | f8 negres torre · g8 negres rei · b7 negres torre · c7 blanques peó · g7 negres peó · h7 negres peó · a6 negres peó · f6 negres cavall · d5 blanques peó · e5 negres peó · b4 blanques peó · e4 blanques peó · f4 negres dama · c3 blanques dama · h3 blanques peó · a2 blanques peó · g2 blanques peó · a1 blanques torre · e1 blanques torre · g1 blanques rei | f8 negres torre · g8 negres rei · b7 negres torre · c7 blanques peó · g7 negres peó · h7 negres peó · a6 negres peó · f6 negres cavall · d5 blanques peó · e5 negres peó · b4 blanques peó · e4 blanques peó · f4 negres dama · c3 blanques dama · h3 blanques peó · a2 blanques peó · g2 blanques peó · a1 blanques torre · e1 blanques torre · g1 blanques rei | f8 negres torre · g8 negres rei · b7 negres torre · c7 blanques peó · g7 negres peó · h7 negres peó · a6 negres peó · f6 negres cavall · d5 blanques peó · e5 negres peó · b4 blanques peó · e4 blanques peó · f4 negres dama · c3 blanques dama · h3 blanques peó · a2 blanques peó · g2 blanques peó · a1 blanques torre · e1 blanques torre · g1 blanques rei | f8 negres torre · g8 negres rei · b7 negres torre · c7 blanques peó · g7 negres peó · h7 negres peó · a6 negres peó · f6 negres cavall · d5 blanques peó · e5 negres peó · b4 blanques peó · e4 blanques peó · f4 negres dama · c3 blanques dama · h3 blanques peó · a2 blanques peó · g2 blanques peó · a1 blanques torre · e1 blanques torre · g1 blanques rei | 3 |
| 2 | f8 negres torre · g8 negres rei · b7 negres torre · c7 blanques peó · g7 negres peó · h7 negres peó · a6 negres peó · f6 negres cavall · d5 blanques peó · e5 negres peó · b4 blanques peó · e4 blanques peó · f4 negres dama · c3 blanques dama · h3 blanques peó · a2 blanques peó · g2 blanques peó · a1 blanques torre · e1 blanques torre · g1 blanques rei | f8 negres torre · g8 negres rei · b7 negres torre · c7 blanques peó · g7 negres peó · h7 negres peó · a6 negres peó · f6 negres cavall · d5 blanques peó · e5 negres peó · b4 blanques peó · e4 blanques peó · f4 negres dama · c3 blanques dama · h3 blanques peó · a2 blanques peó · g2 blanques peó · a1 blanques torre · e1 blanques torre · g1 blanques rei | f8 negres torre · g8 negres rei · b7 negres torre · c7 blanques peó · g7 negres peó · h7 negres peó · a6 negres peó · f6 negres cavall · d5 blanques peó · e5 negres peó · b4 blanques peó · e4 blanques peó · f4 negres dama · c3 blanques dama · h3 blanques peó · a2 blanques peó · g2 blanques peó · a1 blanques torre · e1 blanques torre · g1 blanques rei | f8 negres torre · g8 negres rei · b7 negres torre · c7 blanques peó · g7 negres peó · h7 negres peó · a6 negres peó · f6 negres cavall · d5 blanques peó · e5 negres peó · b4 blanques peó · e4 blanques peó · f4 negres dama · c3 blanques dama · h3 blanques peó · a2 blanques peó · g2 blanques peó · a1 blanques torre · e1 blanques torre · g1 blanques rei | f8 negres torre · g8 negres rei · b7 negres torre · c7 blanques peó · g7 negres peó · h7 negres peó · a6 negres peó · f6 negres cavall · d5 blanques peó · e5 negres peó · b4 blanques peó · e4 blanques peó · f4 negres dama · c3 blanques dama · h3 blanques peó · a2 blanques peó · g2 blanques peó · a1 blanques torre · e1 blanques torre · g1 blanques rei | f8 negres torre · g8 negres rei · b7 negres torre · c7 blanques peó · g7 negres peó · h7 negres peó · a6 negres peó · f6 negres cavall · d5 blanques peó · e5 negres peó · b4 blanques peó · e4 blanques peó · f4 negres dama · c3 blanques dama · h3 blanques peó · a2 blanques peó · g2 blanques peó · a1 blanques torre · e1 blanques torre · g1 blanques rei | f8 negres torre · g8 negres rei · b7 negres torre · c7 blanques peó · g7 negres peó · h7 negres peó · a6 negres peó · f6 negres cavall · d5 blanques peó · e5 negres peó · b4 blanques peó · e4 blanques peó · f4 negres dama · c3 blanques dama · h3 blanques peó · a2 blanques peó · g2 blanques peó · a1 blanques torre · e1 blanques torre · g1 blanques rei | f8 negres torre · g8 negres rei · b7 negres torre · c7 blanques peó · g7 negres peó · h7 negres peó · a6 negres peó · f6 negres cavall · d5 blanques peó · e5 negres peó · b4 blanques peó · e4 blanques peó · f4 negres dama · c3 blanques dama · h3 blanques peó · a2 blanques peó · g2 blanques peó · a1 blanques torre · e1 blanques torre · g1 blanques rei | 2 |
| 1 | f8 negres torre · g8 negres rei · b7 negres torre · c7 blanques peó · g7 negres peó · h7 negres peó · a6 negres peó · f6 negres cavall · d5 blanques peó · e5 negres peó · b4 blanques peó · e4 blanques peó · f4 negres dama · c3 blanques dama · h3 blanques peó · a2 blanques peó · g2 blanques peó · a1 blanques torre · e1 blanques torre · g1 blanques rei | f8 negres torre · g8 negres rei · b7 negres torre · c7 blanques peó · g7 negres peó · h7 negres peó · a6 negres peó · f6 negres cavall · d5 blanques peó · e5 negres peó · b4 blanques peó · e4 blanques peó · f4 negres dama · c3 blanques dama · h3 blanques peó · a2 blanques peó · g2 blanques peó · a1 blanques torre · e1 blanques torre · g1 blanques rei | f8 negres torre · g8 negres rei · b7 negres torre · c7 blanques peó · g7 negres peó · h7 negres peó · a6 negres peó · f6 negres cavall · d5 blanques peó · e5 negres peó · b4 blanques peó · e4 blanques peó · f4 negres dama · c3 blanques dama · h3 blanques peó · a2 blanques peó · g2 blanques peó · a1 blanques torre · e1 blanques torre · g1 blanques rei | f8 negres torre · g8 negres rei · b7 negres torre · c7 blanques peó · g7 negres peó · h7 negres peó · a6 negres peó · f6 negres cavall · d5 blanques peó · e5 negres peó · b4 blanques peó · e4 blanques peó · f4 negres dama · c3 blanques dama · h3 blanques peó · a2 blanques peó · g2 blanques peó · a1 blanques torre · e1 blanques torre · g1 blanques rei | f8 negres torre · g8 negres rei · b7 negres torre · c7 blanques peó · g7 negres peó · h7 negres peó · a6 negres peó · f6 negres cavall · d5 blanques peó · e5 negres peó · b4 blanques peó · e4 blanques peó · f4 negres dama · c3 blanques dama · h3 blanques peó · a2 blanques peó · g2 blanques peó · a1 blanques torre · e1 blanques torre · g1 blanques rei | f8 negres torre · g8 negres rei · b7 negres torre · c7 blanques peó · g7 negres peó · h7 negres peó · a6 negres peó · f6 negres cavall · d5 blanques peó · e5 negres peó · b4 blanques peó · e4 blanques peó · f4 negres dama · c3 blanques dama · h3 blanques peó · a2 blanques peó · g2 blanques peó · a1 blanques torre · e1 blanques torre · g1 blanques rei | f8 negres torre · g8 negres rei · b7 negres torre · c7 blanques peó · g7 negres peó · h7 negres peó · a6 negres peó · f6 negres cavall · d5 blanques peó · e5 negres peó · b4 blanques peó · e4 blanques peó · f4 negres dama · c3 blanques dama · h3 blanques peó · a2 blanques peó · g2 blanques peó · a1 blanques torre · e1 blanques torre · g1 blanques rei | f8 negres torre · g8 negres rei · b7 negres torre · c7 blanques peó · g7 negres peó · h7 negres peó · a6 negres peó · f6 negres cavall · d5 blanques peó · e5 negres peó · b4 blanques peó · e4 blanques peó · f4 negres dama · c3 blanques dama · h3 blanques peó · a2 blanques peó · g2 blanques peó · a1 blanques torre · e1 blanques torre · g1 blanques rei | 1 |
|   | a | b | c | d | e | f | g | h |   |

Al segon diagrama, que il·lustra la partida Unzicker versus Averbakh, Interzonal d'Estocolm de 1952, les negres (els toca jugar) es veuran forçades a donar una de les seves torres pel peó-c blanc (per evitar-ne la promoció o bé a capturar la dama coronada després de la promoció). Poden, nogensmenys, explotar la feblesa de l'estructura de peons del flanc de rei amb: 
1... Txc7!
2. Dxc7 Cg4! (amenaçant 3...Dh2#)
3. hxg4 Df2+
aconseguint taules per triple repetició mercès als escacs a h4 i f2.

### Hamppe versus Meitner
|   | a | b | c | d | e | f | g | h |   |
| 8 | a8 negres torre · c8 negres alfil · d8 negres rei · h8 negres torre · c7 negres peó · f7 negres peó · g7 negres peó · h7 negres peó · b6 negres peó · c6 blanques rei · a5 negres peó · d5 negres peó · e5 negres peó · a3 blanques peó · b2 blanques peó · c2 blanques peó · d2 blanques peó · g2 blanques peó · h2 blanques peó · a1 blanques torre · c1 blanques alfil · d1 blanques dama · g1 blanques cavall · h1 blanques torre | a8 negres torre · c8 negres alfil · d8 negres rei · h8 negres torre · c7 negres peó · f7 negres peó · g7 negres peó · h7 negres peó · b6 negres peó · c6 blanques rei · a5 negres peó · d5 negres peó · e5 negres peó · a3 blanques peó · b2 blanques peó · c2 blanques peó · d2 blanques peó · g2 blanques peó · h2 blanques peó · a1 blanques torre · c1 blanques alfil · d1 blanques dama · g1 blanques cavall · h1 blanques torre | a8 negres torre · c8 negres alfil · d8 negres rei · h8 negres torre · c7 negres peó · f7 negres peó · g7 negres peó · h7 negres peó · b6 negres peó · c6 blanques rei · a5 negres peó · d5 negres peó · e5 negres peó · a3 blanques peó · b2 blanques peó · c2 blanques peó · d2 blanques peó · g2 blanques peó · h2 blanques peó · a1 blanques torre · c1 blanques alfil · d1 blanques dama · g1 blanques cavall · h1 blanques torre | a8 negres torre · c8 negres alfil · d8 negres rei · h8 negres torre · c7 negres peó · f7 negres peó · g7 negres peó · h7 negres peó · b6 negres peó · c6 blanques rei · a5 negres peó · d5 negres peó · e5 negres peó · a3 blanques peó · b2 blanques peó · c2 blanques peó · d2 blanques peó · g2 blanques peó · h2 blanques peó · a1 blanques torre · c1 blanques alfil · d1 blanques dama · g1 blanques cavall · h1 blanques torre | a8 negres torre · c8 negres alfil · d8 negres rei · h8 negres torre · c7 negres peó · f7 negres peó · g7 negres peó · h7 negres peó · b6 negres peó · c6 blanques rei · a5 negres peó · d5 negres peó · e5 negres peó · a3 blanques peó · b2 blanques peó · c2 blanques peó · d2 blanques peó · g2 blanques peó · h2 blanques peó · a1 blanques torre · c1 blanques alfil · d1 blanques dama · g1 blanques cavall · h1 blanques torre | a8 negres torre · c8 negres alfil · d8 negres rei · h8 negres torre · c7 negres peó · f7 negres peó · g7 negres peó · h7 negres peó · b6 negres peó · c6 blanques rei · a5 negres peó · d5 negres peó · e5 negres peó · a3 blanques peó · b2 blanques peó · c2 blanques peó · d2 blanques peó · g2 blanques peó · h2 blanques peó · a1 blanques torre · c1 blanques alfil · d1 blanques dama · g1 blanques cavall · h1 blanques torre | a8 negres torre · c8 negres alfil · d8 negres rei · h8 negres torre · c7 negres peó · f7 negres peó · g7 negres peó · h7 negres peó · b6 negres peó · c6 blanques rei · a5 negres peó · d5 negres peó · e5 negres peó · a3 blanques peó · b2 blanques peó · c2 blanques peó · d2 blanques peó · g2 blanques peó · h2 blanques peó · a1 blanques torre · c1 blanques alfil · d1 blanques dama · g1 blanques cavall · h1 blanques torre | a8 negres torre · c8 negres alfil · d8 negres rei · h8 negres torre · c7 negres peó · f7 negres peó · g7 negres peó · h7 negres peó · b6 negres peó · c6 blanques rei · a5 negres peó · d5 negres peó · e5 negres peó · a3 blanques peó · b2 blanques peó · c2 blanques peó · d2 blanques peó · g2 blanques peó · h2 blanques peó · a1 blanques torre · c1 blanques alfil · d1 blanques dama · g1 blanques cavall · h1 blanques torre | 8 |
| 7 | a8 negres torre · c8 negres alfil · d8 negres rei · h8 negres torre · c7 negres peó · f7 negres peó · g7 negres peó · h7 negres peó · b6 negres peó · c6 blanques rei · a5 negres peó · d5 negres peó · e5 negres peó · a3 blanques peó · b2 blanques peó · c2 blanques peó · d2 blanques peó · g2 blanques peó · h2 blanques peó · a1 blanques torre · c1 blanques alfil · d1 blanques dama · g1 blanques cavall · h1 blanques torre | a8 negres torre · c8 negres alfil · d8 negres rei · h8 negres torre · c7 negres peó · f7 negres peó · g7 negres peó · h7 negres peó · b6 negres peó · c6 blanques rei · a5 negres peó · d5 negres peó · e5 negres peó · a3 blanques peó · b2 blanques peó · c2 blanques peó · d2 blanques peó · g2 blanques peó · h2 blanques peó · a1 blanques torre · c1 blanques alfil · d1 blanques dama · g1 blanques cavall · h1 blanques torre | a8 negres torre · c8 negres alfil · d8 negres rei · h8 negres torre · c7 negres peó · f7 negres peó · g7 negres peó · h7 negres peó · b6 negres peó · c6 blanques rei · a5 negres peó · d5 negres peó · e5 negres peó · a3 blanques peó · b2 blanques peó · c2 blanques peó · d2 blanques peó · g2 blanques peó · h2 blanques peó · a1 blanques torre · c1 blanques alfil · d1 blanques dama · g1 blanques cavall · h1 blanques torre | a8 negres torre · c8 negres alfil · d8 negres rei · h8 negres torre · c7 negres peó · f7 negres peó · g7 negres peó · h7 negres peó · b6 negres peó · c6 blanques rei · a5 negres peó · d5 negres peó · e5 negres peó · a3 blanques peó · b2 blanques peó · c2 blanques peó · d2 blanques peó · g2 blanques peó · h2 blanques peó · a1 blanques torre · c1 blanques alfil · d1 blanques dama · g1 blanques cavall · h1 blanques torre | a8 negres torre · c8 negres alfil · d8 negres rei · h8 negres torre · c7 negres peó · f7 negres peó · g7 negres peó · h7 negres peó · b6 negres peó · c6 blanques rei · a5 negres peó · d5 negres peó · e5 negres peó · a3 blanques peó · b2 blanques peó · c2 blanques peó · d2 blanques peó · g2 blanques peó · h2 blanques peó · a1 blanques torre · c1 blanques alfil · d1 blanques dama · g1 blanques cavall · h1 blanques torre | a8 negres torre · c8 negres alfil · d8 negres rei · h8 negres torre · c7 negres peó · f7 negres peó · g7 negres peó · h7 negres peó · b6 negres peó · c6 blanques rei · a5 negres peó · d5 negres peó · e5 negres peó · a3 blanques peó · b2 blanques peó · c2 blanques peó · d2 blanques peó · g2 blanques peó · h2 blanques peó · a1 blanques torre · c1 blanques alfil · d1 blanques dama · g1 blanques cavall · h1 blanques torre | a8 negres torre · c8 negres alfil · d8 negres rei · h8 negres torre · c7 negres peó · f7 negres peó · g7 negres peó · h7 negres peó · b6 negres peó · c6 blanques rei · a5 negres peó · d5 negres peó · e5 negres peó · a3 blanques peó · b2 blanques peó · c2 blanques peó · d2 blanques peó · g2 blanques peó · h2 blanques peó · a1 blanques torre · c1 blanques alfil · d1 blanques dama · g1 blanques cavall · h1 blanques torre | a8 negres torre · c8 negres alfil · d8 negres rei · h8 negres torre · c7 negres peó · f7 negres peó · g7 negres peó · h7 negres peó · b6 negres peó · c6 blanques rei · a5 negres peó · d5 negres peó · e5 negres peó · a3 blanques peó · b2 blanques peó · c2 blanques peó · d2 blanques peó · g2 blanques peó · h2 blanques peó · a1 blanques torre · c1 blanques alfil · d1 blanques dama · g1 blanques cavall · h1 blanques torre | 7 |
| 6 | a8 negres torre · c8 negres alfil · d8 negres rei · h8 negres torre · c7 negres peó · f7 negres peó · g7 negres peó · h7 negres peó · b6 negres peó · c6 blanques rei · a5 negres peó · d5 negres peó · e5 negres peó · a3 blanques peó · b2 blanques peó · c2 blanques peó · d2 blanques peó · g2 blanques peó · h2 blanques peó · a1 blanques torre · c1 blanques alfil · d1 blanques dama · g1 blanques cavall · h1 blanques torre | a8 negres torre · c8 negres alfil · d8 negres rei · h8 negres torre · c7 negres peó · f7 negres peó · g7 negres peó · h7 negres peó · b6 negres peó · c6 blanques rei · a5 negres peó · d5 negres peó · e5 negres peó · a3 blanques peó · b2 blanques peó · c2 blanques peó · d2 blanques peó · g2 blanques peó · h2 blanques peó · a1 blanques torre · c1 blanques alfil · d1 blanques dama · g1 blanques cavall · h1 blanques torre | a8 negres torre · c8 negres alfil · d8 negres rei · h8 negres torre · c7 negres peó · f7 negres peó · g7 negres peó · h7 negres peó · b6 negres peó · c6 blanques rei · a5 negres peó · d5 negres peó · e5 negres peó · a3 blanques peó · b2 blanques peó · c2 blanques peó · d2 blanques peó · g2 blanques peó · h2 blanques peó · a1 blanques torre · c1 blanques alfil · d1 blanques dama · g1 blanques cavall · h1 blanques torre | a8 negres torre · c8 negres alfil · d8 negres rei · h8 negres torre · c7 negres peó · f7 negres peó · g7 negres peó · h7 negres peó · b6 negres peó · c6 blanques rei · a5 negres peó · d5 negres peó · e5 negres peó · a3 blanques peó · b2 blanques peó · c2 blanques peó · d2 blanques peó · g2 blanques peó · h2 blanques peó · a1 blanques torre · c1 blanques alfil · d1 blanques dama · g1 blanques cavall · h1 blanques torre | a8 negres torre · c8 negres alfil · d8 negres rei · h8 negres torre · c7 negres peó · f7 negres peó · g7 negres peó · h7 negres peó · b6 negres peó · c6 blanques rei · a5 negres peó · d5 negres peó · e5 negres peó · a3 blanques peó · b2 blanques peó · c2 blanques peó · d2 blanques peó · g2 blanques peó · h2 blanques peó · a1 blanques torre · c1 blanques alfil · d1 blanques dama · g1 blanques cavall · h1 blanques torre | a8 negres torre · c8 negres alfil · d8 negres rei · h8 negres torre · c7 negres peó · f7 negres peó · g7 negres peó · h7 negres peó · b6 negres peó · c6 blanques rei · a5 negres peó · d5 negres peó · e5 negres peó · a3 blanques peó · b2 blanques peó · c2 blanques peó · d2 blanques peó · g2 blanques peó · h2 blanques peó · a1 blanques torre · c1 blanques alfil · d1 blanques dama · g1 blanques cavall · h1 blanques torre | a8 negres torre · c8 negres alfil · d8 negres rei · h8 negres torre · c7 negres peó · f7 negres peó · g7 negres peó · h7 negres peó · b6 negres peó · c6 blanques rei · a5 negres peó · d5 negres peó · e5 negres peó · a3 blanques peó · b2 blanques peó · c2 blanques peó · d2 blanques peó · g2 blanques peó · h2 blanques peó · a1 blanques torre · c1 blanques alfil · d1 blanques dama · g1 blanques cavall · h1 blanques torre | a8 negres torre · c8 negres alfil · d8 negres rei · h8 negres torre · c7 negres peó · f7 negres peó · g7 negres peó · h7 negres peó · b6 negres peó · c6 blanques rei · a5 negres peó · d5 negres peó · e5 negres peó · a3 blanques peó · b2 blanques peó · c2 blanques peó · d2 blanques peó · g2 blanques peó · h2 blanques peó · a1 blanques torre · c1 blanques alfil · d1 blanques dama · g1 blanques cavall · h1 blanques torre | 6 |
| 5 | a8 negres torre · c8 negres alfil · d8 negres rei · h8 negres torre · c7 negres peó · f7 negres peó · g7 negres peó · h7 negres peó · b6 negres peó · c6 blanques rei · a5 negres peó · d5 negres peó · e5 negres peó · a3 blanques peó · b2 blanques peó · c2 blanques peó · d2 blanques peó · g2 blanques peó · h2 blanques peó · a1 blanques torre · c1 blanques alfil · d1 blanques dama · g1 blanques cavall · h1 blanques torre | a8 negres torre · c8 negres alfil · d8 negres rei · h8 negres torre · c7 negres peó · f7 negres peó · g7 negres peó · h7 negres peó · b6 negres peó · c6 blanques rei · a5 negres peó · d5 negres peó · e5 negres peó · a3 blanques peó · b2 blanques peó · c2 blanques peó · d2 blanques peó · g2 blanques peó · h2 blanques peó · a1 blanques torre · c1 blanques alfil · d1 blanques dama · g1 blanques cavall · h1 blanques torre | a8 negres torre · c8 negres alfil · d8 negres rei · h8 negres torre · c7 negres peó · f7 negres peó · g7 negres peó · h7 negres peó · b6 negres peó · c6 blanques rei · a5 negres peó · d5 negres peó · e5 negres peó · a3 blanques peó · b2 blanques peó · c2 blanques peó · d2 blanques peó · g2 blanques peó · h2 blanques peó · a1 blanques torre · c1 blanques alfil · d1 blanques dama · g1 blanques cavall · h1 blanques torre | a8 negres torre · c8 negres alfil · d8 negres rei · h8 negres torre · c7 negres peó · f7 negres peó · g7 negres peó · h7 negres peó · b6 negres peó · c6 blanques rei · a5 negres peó · d5 negres peó · e5 negres peó · a3 blanques peó · b2 blanques peó · c2 blanques peó · d2 blanques peó · g2 blanques peó · h2 blanques peó · a1 blanques torre · c1 blanques alfil · d1 blanques dama · g1 blanques cavall · h1 blanques torre | a8 negres torre · c8 negres alfil · d8 negres rei · h8 negres torre · c7 negres peó · f7 negres peó · g7 negres peó · h7 negres peó · b6 negres peó · c6 blanques rei · a5 negres peó · d5 negres peó · e5 negres peó · a3 blanques peó · b2 blanques peó · c2 blanques peó · d2 blanques peó · g2 blanques peó · h2 blanques peó · a1 blanques torre · c1 blanques alfil · d1 blanques dama · g1 blanques cavall · h1 blanques torre | a8 negres torre · c8 negres alfil · d8 negres rei · h8 negres torre · c7 negres peó · f7 negres peó · g7 negres peó · h7 negres peó · b6 negres peó · c6 blanques rei · a5 negres peó · d5 negres peó · e5 negres peó · a3 blanques peó · b2 blanques peó · c2 blanques peó · d2 blanques peó · g2 blanques peó · h2 blanques peó · a1 blanques torre · c1 blanques alfil · d1 blanques dama · g1 blanques cavall · h1 blanques torre | a8 negres torre · c8 negres alfil · d8 negres rei · h8 negres torre · c7 negres peó · f7 negres peó · g7 negres peó · h7 negres peó · b6 negres peó · c6 blanques rei · a5 negres peó · d5 negres peó · e5 negres peó · a3 blanques peó · b2 blanques peó · c2 blanques peó · d2 blanques peó · g2 blanques peó · h2 blanques peó · a1 blanques torre · c1 blanques alfil · d1 blanques dama · g1 blanques cavall · h1 blanques torre | a8 negres torre · c8 negres alfil · d8 negres rei · h8 negres torre · c7 negres peó · f7 negres peó · g7 negres peó · h7 negres peó · b6 negres peó · c6 blanques rei · a5 negres peó · d5 negres peó · e5 negres peó · a3 blanques peó · b2 blanques peó · c2 blanques peó · d2 blanques peó · g2 blanques peó · h2 blanques peó · a1 blanques torre · c1 blanques alfil · d1 blanques dama · g1 blanques cavall · h1 blanques torre | 5 |
| 4 | a8 negres torre · c8 negres alfil · d8 negres rei · h8 negres torre · c7 negres peó · f7 negres peó · g7 negres peó · h7 negres peó · b6 negres peó · c6 blanques rei · a5 negres peó · d5 negres peó · e5 negres peó · a3 blanques peó · b2 blanques peó · c2 blanques peó · d2 blanques peó · g2 blanques peó · h2 blanques peó · a1 blanques torre · c1 blanques alfil · d1 blanques dama · g1 blanques cavall · h1 blanques torre | a8 negres torre · c8 negres alfil · d8 negres rei · h8 negres torre · c7 negres peó · f7 negres peó · g7 negres peó · h7 negres peó · b6 negres peó · c6 blanques rei · a5 negres peó · d5 negres peó · e5 negres peó · a3 blanques peó · b2 blanques peó · c2 blanques peó · d2 blanques peó · g2 blanques peó · h2 blanques peó · a1 blanques torre · c1 blanques alfil · d1 blanques dama · g1 blanques cavall · h1 blanques torre | a8 negres torre · c8 negres alfil · d8 negres rei · h8 negres torre · c7 negres peó · f7 negres peó · g7 negres peó · h7 negres peó · b6 negres peó · c6 blanques rei · a5 negres peó · d5 negres peó · e5 negres peó · a3 blanques peó · b2 blanques peó · c2 blanques peó · d2 blanques peó · g2 blanques peó · h2 blanques peó · a1 blanques torre · c1 blanques alfil · d1 blanques dama · g1 blanques cavall · h1 blanques torre | a8 negres torre · c8 negres alfil · d8 negres rei · h8 negres torre · c7 negres peó · f7 negres peó · g7 negres peó · h7 negres peó · b6 negres peó · c6 blanques rei · a5 negres peó · d5 negres peó · e5 negres peó · a3 blanques peó · b2 blanques peó · c2 blanques peó · d2 blanques peó · g2 blanques peó · h2 blanques peó · a1 blanques torre · c1 blanques alfil · d1 blanques dama · g1 blanques cavall · h1 blanques torre | a8 negres torre · c8 negres alfil · d8 negres rei · h8 negres torre · c7 negres peó · f7 negres peó · g7 negres peó · h7 negres peó · b6 negres peó · c6 blanques rei · a5 negres peó · d5 negres peó · e5 negres peó · a3 blanques peó · b2 blanques peó · c2 blanques peó · d2 blanques peó · g2 blanques peó · h2 blanques peó · a1 blanques torre · c1 blanques alfil · d1 blanques dama · g1 blanques cavall · h1 blanques torre | a8 negres torre · c8 negres alfil · d8 negres rei · h8 negres torre · c7 negres peó · f7 negres peó · g7 negres peó · h7 negres peó · b6 negres peó · c6 blanques rei · a5 negres peó · d5 negres peó · e5 negres peó · a3 blanques peó · b2 blanques peó · c2 blanques peó · d2 blanques peó · g2 blanques peó · h2 blanques peó · a1 blanques torre · c1 blanques alfil · d1 blanques dama · g1 blanques cavall · h1 blanques torre | a8 negres torre · c8 negres alfil · d8 negres rei · h8 negres torre · c7 negres peó · f7 negres peó · g7 negres peó · h7 negres peó · b6 negres peó · c6 blanques rei · a5 negres peó · d5 negres peó · e5 negres peó · a3 blanques peó · b2 blanques peó · c2 blanques peó · d2 blanques peó · g2 blanques peó · h2 blanques peó · a1 blanques torre · c1 blanques alfil · d1 blanques dama · g1 blanques cavall · h1 blanques torre | a8 negres torre · c8 negres alfil · d8 negres rei · h8 negres torre · c7 negres peó · f7 negres peó · g7 negres peó · h7 negres peó · b6 negres peó · c6 blanques rei · a5 negres peó · d5 negres peó · e5 negres peó · a3 blanques peó · b2 blanques peó · c2 blanques peó · d2 blanques peó · g2 blanques peó · h2 blanques peó · a1 blanques torre · c1 blanques alfil · d1 blanques dama · g1 blanques cavall · h1 blanques torre | 4 |
| 3 | a8 negres torre · c8 negres alfil · d8 negres rei · h8 negres torre · c7 negres peó · f7 negres peó · g7 negres peó · h7 negres peó · b6 negres peó · c6 blanques rei · a5 negres peó · d5 negres peó · e5 negres peó · a3 blanques peó · b2 blanques peó · c2 blanques peó · d2 blanques peó · g2 blanques peó · h2 blanques peó · a1 blanques torre · c1 blanques alfil · d1 blanques dama · g1 blanques cavall · h1 blanques torre | a8 negres torre · c8 negres alfil · d8 negres rei · h8 negres torre · c7 negres peó · f7 negres peó · g7 negres peó · h7 negres peó · b6 negres peó · c6 blanques rei · a5 negres peó · d5 negres peó · e5 negres peó · a3 blanques peó · b2 blanques peó · c2 blanques peó · d2 blanques peó · g2 blanques peó · h2 blanques peó · a1 blanques torre · c1 blanques alfil · d1 blanques dama · g1 blanques cavall · h1 blanques torre | a8 negres torre · c8 negres alfil · d8 negres rei · h8 negres torre · c7 negres peó · f7 negres peó · g7 negres peó · h7 negres peó · b6 negres peó · c6 blanques rei · a5 negres peó · d5 negres peó · e5 negres peó · a3 blanques peó · b2 blanques peó · c2 blanques peó · d2 blanques peó · g2 blanques peó · h2 blanques peó · a1 blanques torre · c1 blanques alfil · d1 blanques dama · g1 blanques cavall · h1 blanques torre | a8 negres torre · c8 negres alfil · d8 negres rei · h8 negres torre · c7 negres peó · f7 negres peó · g7 negres peó · h7 negres peó · b6 negres peó · c6 blanques rei · a5 negres peó · d5 negres peó · e5 negres peó · a3 blanques peó · b2 blanques peó · c2 blanques peó · d2 blanques peó · g2 blanques peó · h2 blanques peó · a1 blanques torre · c1 blanques alfil · d1 blanques dama · g1 blanques cavall · h1 blanques torre | a8 negres torre · c8 negres alfil · d8 negres rei · h8 negres torre · c7 negres peó · f7 negres peó · g7 negres peó · h7 negres peó · b6 negres peó · c6 blanques rei · a5 negres peó · d5 negres peó · e5 negres peó · a3 blanques peó · b2 blanques peó · c2 blanques peó · d2 blanques peó · g2 blanques peó · h2 blanques peó · a1 blanques torre · c1 blanques alfil · d1 blanques dama · g1 blanques cavall · h1 blanques torre | a8 negres torre · c8 negres alfil · d8 negres rei · h8 negres torre · c7 negres peó · f7 negres peó · g7 negres peó · h7 negres peó · b6 negres peó · c6 blanques rei · a5 negres peó · d5 negres peó · e5 negres peó · a3 blanques peó · b2 blanques peó · c2 blanques peó · d2 blanques peó · g2 blanques peó · h2 blanques peó · a1 blanques torre · c1 blanques alfil · d1 blanques dama · g1 blanques cavall · h1 blanques torre | a8 negres torre · c8 negres alfil · d8 negres rei · h8 negres torre · c7 negres peó · f7 negres peó · g7 negres peó · h7 negres peó · b6 negres peó · c6 blanques rei · a5 negres peó · d5 negres peó · e5 negres peó · a3 blanques peó · b2 blanques peó · c2 blanques peó · d2 blanques peó · g2 blanques peó · h2 blanques peó · a1 blanques torre · c1 blanques alfil · d1 blanques dama · g1 blanques cavall · h1 blanques torre | a8 negres torre · c8 negres alfil · d8 negres rei · h8 negres torre · c7 negres peó · f7 negres peó · g7 negres peó · h7 negres peó · b6 negres peó · c6 blanques rei · a5 negres peó · d5 negres peó · e5 negres peó · a3 blanques peó · b2 blanques peó · c2 blanques peó · d2 blanques peó · g2 blanques peó · h2 blanques peó · a1 blanques torre · c1 blanques alfil · d1 blanques dama · g1 blanques cavall · h1 blanques torre | 3 |
| 2 | a8 negres torre · c8 negres alfil · d8 negres rei · h8 negres torre · c7 negres peó · f7 negres peó · g7 negres peó · h7 negres peó · b6 negres peó · c6 blanques rei · a5 negres peó · d5 negres peó · e5 negres peó · a3 blanques peó · b2 blanques peó · c2 blanques peó · d2 blanques peó · g2 blanques peó · h2 blanques peó · a1 blanques torre · c1 blanques alfil · d1 blanques dama · g1 blanques cavall · h1 blanques torre | a8 negres torre · c8 negres alfil · d8 negres rei · h8 negres torre · c7 negres peó · f7 negres peó · g7 negres peó · h7 negres peó · b6 negres peó · c6 blanques rei · a5 negres peó · d5 negres peó · e5 negres peó · a3 blanques peó · b2 blanques peó · c2 blanques peó · d2 blanques peó · g2 blanques peó · h2 blanques peó · a1 blanques torre · c1 blanques alfil · d1 blanques dama · g1 blanques cavall · h1 blanques torre | a8 negres torre · c8 negres alfil · d8 negres rei · h8 negres torre · c7 negres peó · f7 negres peó · g7 negres peó · h7 negres peó · b6 negres peó · c6 blanques rei · a5 negres peó · d5 negres peó · e5 negres peó · a3 blanques peó · b2 blanques peó · c2 blanques peó · d2 blanques peó · g2 blanques peó · h2 blanques peó · a1 blanques torre · c1 blanques alfil · d1 blanques dama · g1 blanques cavall · h1 blanques torre | a8 negres torre · c8 negres alfil · d8 negres rei · h8 negres torre · c7 negres peó · f7 negres peó · g7 negres peó · h7 negres peó · b6 negres peó · c6 blanques rei · a5 negres peó · d5 negres peó · e5 negres peó · a3 blanques peó · b2 blanques peó · c2 blanques peó · d2 blanques peó · g2 blanques peó · h2 blanques peó · a1 blanques torre · c1 blanques alfil · d1 blanques dama · g1 blanques cavall · h1 blanques torre | a8 negres torre · c8 negres alfil · d8 negres rei · h8 negres torre · c7 negres peó · f7 negres peó · g7 negres peó · h7 negres peó · b6 negres peó · c6 blanques rei · a5 negres peó · d5 negres peó · e5 negres peó · a3 blanques peó · b2 blanques peó · c2 blanques peó · d2 blanques peó · g2 blanques peó · h2 blanques peó · a1 blanques torre · c1 blanques alfil · d1 blanques dama · g1 blanques cavall · h1 blanques torre | a8 negres torre · c8 negres alfil · d8 negres rei · h8 negres torre · c7 negres peó · f7 negres peó · g7 negres peó · h7 negres peó · b6 negres peó · c6 blanques rei · a5 negres peó · d5 negres peó · e5 negres peó · a3 blanques peó · b2 blanques peó · c2 blanques peó · d2 blanques peó · g2 blanques peó · h2 blanques peó · a1 blanques torre · c1 blanques alfil · d1 blanques dama · g1 blanques cavall · h1 blanques torre | a8 negres torre · c8 negres alfil · d8 negres rei · h8 negres torre · c7 negres peó · f7 negres peó · g7 negres peó · h7 negres peó · b6 negres peó · c6 blanques rei · a5 negres peó · d5 negres peó · e5 negres peó · a3 blanques peó · b2 blanques peó · c2 blanques peó · d2 blanques peó · g2 blanques peó · h2 blanques peó · a1 blanques torre · c1 blanques alfil · d1 blanques dama · g1 blanques cavall · h1 blanques torre | a8 negres torre · c8 negres alfil · d8 negres rei · h8 negres torre · c7 negres peó · f7 negres peó · g7 negres peó · h7 negres peó · b6 negres peó · c6 blanques rei · a5 negres peó · d5 negres peó · e5 negres peó · a3 blanques peó · b2 blanques peó · c2 blanques peó · d2 blanques peó · g2 blanques peó · h2 blanques peó · a1 blanques torre · c1 blanques alfil · d1 blanques dama · g1 blanques cavall · h1 blanques torre | 2 |
| 1 | a8 negres torre · c8 negres alfil · d8 negres rei · h8 negres torre · c7 negres peó · f7 negres peó · g7 negres peó · h7 negres peó · b6 negres peó · c6 blanques rei · a5 negres peó · d5 negres peó · e5 negres peó · a3 blanques peó · b2 blanques peó · c2 blanques peó · d2 blanques peó · g2 blanques peó · h2 blanques peó · a1 blanques torre · c1 blanques alfil · d1 blanques dama · g1 blanques cavall · h1 blanques torre | a8 negres torre · c8 negres alfil · d8 negres rei · h8 negres torre · c7 negres peó · f7 negres peó · g7 negres peó · h7 negres peó · b6 negres peó · c6 blanques rei · a5 negres peó · d5 negres peó · e5 negres peó · a3 blanques peó · b2 blanques peó · c2 blanques peó · d2 blanques peó · g2 blanques peó · h2 blanques peó · a1 blanques torre · c1 blanques alfil · d1 blanques dama · g1 blanques cavall · h1 blanques torre | a8 negres torre · c8 negres alfil · d8 negres rei · h8 negres torre · c7 negres peó · f7 negres peó · g7 negres peó · h7 negres peó · b6 negres peó · c6 blanques rei · a5 negres peó · d5 negres peó · e5 negres peó · a3 blanques peó · b2 blanques peó · c2 blanques peó · d2 blanques peó · g2 blanques peó · h2 blanques peó · a1 blanques torre · c1 blanques alfil · d1 blanques dama · g1 blanques cavall · h1 blanques torre | a8 negres torre · c8 negres alfil · d8 negres rei · h8 negres torre · c7 negres peó · f7 negres peó · g7 negres peó · h7 negres peó · b6 negres peó · c6 blanques rei · a5 negres peó · d5 negres peó · e5 negres peó · a3 blanques peó · b2 blanques peó · c2 blanques peó · d2 blanques peó · g2 blanques peó · h2 blanques peó · a1 blanques torre · c1 blanques alfil · d1 blanques dama · g1 blanques cavall · h1 blanques torre | a8 negres torre · c8 negres alfil · d8 negres rei · h8 negres torre · c7 negres peó · f7 negres peó · g7 negres peó · h7 negres peó · b6 negres peó · c6 blanques rei · a5 negres peó · d5 negres peó · e5 negres peó · a3 blanques peó · b2 blanques peó · c2 blanques peó · d2 blanques peó · g2 blanques peó · h2 blanques peó · a1 blanques torre · c1 blanques alfil · d1 blanques dama · g1 blanques cavall · h1 blanques torre | a8 negres torre · c8 negres alfil · d8 negres rei · h8 negres torre · c7 negres peó · f7 negres peó · g7 negres peó · h7 negres peó · b6 negres peó · c6 blanques rei · a5 negres peó · d5 negres peó · e5 negres peó · a3 blanques peó · b2 blanques peó · c2 blanques peó · d2 blanques peó · g2 blanques peó · h2 blanques peó · a1 blanques torre · c1 blanques alfil · d1 blanques dama · g1 blanques cavall · h1 blanques torre | a8 negres torre · c8 negres alfil · d8 negres rei · h8 negres torre · c7 negres peó · f7 negres peó · g7 negres peó · h7 negres peó · b6 negres peó · c6 blanques rei · a5 negres peó · d5 negres peó · e5 negres peó · a3 blanques peó · b2 blanques peó · c2 blanques peó · d2 blanques peó · g2 blanques peó · h2 blanques peó · a1 blanques torre · c1 blanques alfil · d1 blanques dama · g1 blanques cavall · h1 blanques torre | a8 negres torre · c8 negres alfil · d8 negres rei · h8 negres torre · c7 negres peó · f7 negres peó · g7 negres peó · h7 negres peó · b6 negres peó · c6 blanques rei · a5 negres peó · d5 negres peó · e5 negres peó · a3 blanques peó · b2 blanques peó · c2 blanques peó · d2 blanques peó · g2 blanques peó · h2 blanques peó · a1 blanques torre · c1 blanques alfil · d1 blanques dama · g1 blanques cavall · h1 blanques torre | 1 |
|   | a | b | c | d | e | f | g | h |   |

A la partida clàssica entre Carl Hamppe i Philipp Meitner a Viena 1872, després d'una sèrie de sacrificis les negres forcen escac continu a partir de la posició del diagrama: 
16...Ab7+!
17.Rb5 (17.Rxb7?? Rd7 18.Dg4+ Rd6 seguit de ...Thb8#)
17...Aa6+
18.Rc6 (18.Ra4?? Ac4 i 19...b5#)
18...Ab7+ ½-½

### Leko versus Kràmnik
|   | a | b | c | d | e | f | g | h |   |
| 8 | a8 negres torre · h8 negres rei · a7 negres peó · b7 negres peó · g7 negres peó · h7 negres peó · c6 negres peó · f5 blanques dama · h4 blanques peó · c3 negres dama · c2 blanques peó · f2 blanques peó · g2 blanques peó · b1 blanques rei · d1 blanques torre · h1 blanques torre | a8 negres torre · h8 negres rei · a7 negres peó · b7 negres peó · g7 negres peó · h7 negres peó · c6 negres peó · f5 blanques dama · h4 blanques peó · c3 negres dama · c2 blanques peó · f2 blanques peó · g2 blanques peó · b1 blanques rei · d1 blanques torre · h1 blanques torre | a8 negres torre · h8 negres rei · a7 negres peó · b7 negres peó · g7 negres peó · h7 negres peó · c6 negres peó · f5 blanques dama · h4 blanques peó · c3 negres dama · c2 blanques peó · f2 blanques peó · g2 blanques peó · b1 blanques rei · d1 blanques torre · h1 blanques torre | a8 negres torre · h8 negres rei · a7 negres peó · b7 negres peó · g7 negres peó · h7 negres peó · c6 negres peó · f5 blanques dama · h4 blanques peó · c3 negres dama · c2 blanques peó · f2 blanques peó · g2 blanques peó · b1 blanques rei · d1 blanques torre · h1 blanques torre | a8 negres torre · h8 negres rei · a7 negres peó · b7 negres peó · g7 negres peó · h7 negres peó · c6 negres peó · f5 blanques dama · h4 blanques peó · c3 negres dama · c2 blanques peó · f2 blanques peó · g2 blanques peó · b1 blanques rei · d1 blanques torre · h1 blanques torre | a8 negres torre · h8 negres rei · a7 negres peó · b7 negres peó · g7 negres peó · h7 negres peó · c6 negres peó · f5 blanques dama · h4 blanques peó · c3 negres dama · c2 blanques peó · f2 blanques peó · g2 blanques peó · b1 blanques rei · d1 blanques torre · h1 blanques torre | a8 negres torre · h8 negres rei · a7 negres peó · b7 negres peó · g7 negres peó · h7 negres peó · c6 negres peó · f5 blanques dama · h4 blanques peó · c3 negres dama · c2 blanques peó · f2 blanques peó · g2 blanques peó · b1 blanques rei · d1 blanques torre · h1 blanques torre | a8 negres torre · h8 negres rei · a7 negres peó · b7 negres peó · g7 negres peó · h7 negres peó · c6 negres peó · f5 blanques dama · h4 blanques peó · c3 negres dama · c2 blanques peó · f2 blanques peó · g2 blanques peó · b1 blanques rei · d1 blanques torre · h1 blanques torre | 8 |
| 7 | a8 negres torre · h8 negres rei · a7 negres peó · b7 negres peó · g7 negres peó · h7 negres peó · c6 negres peó · f5 blanques dama · h4 blanques peó · c3 negres dama · c2 blanques peó · f2 blanques peó · g2 blanques peó · b1 blanques rei · d1 blanques torre · h1 blanques torre | a8 negres torre · h8 negres rei · a7 negres peó · b7 negres peó · g7 negres peó · h7 negres peó · c6 negres peó · f5 blanques dama · h4 blanques peó · c3 negres dama · c2 blanques peó · f2 blanques peó · g2 blanques peó · b1 blanques rei · d1 blanques torre · h1 blanques torre | a8 negres torre · h8 negres rei · a7 negres peó · b7 negres peó · g7 negres peó · h7 negres peó · c6 negres peó · f5 blanques dama · h4 blanques peó · c3 negres dama · c2 blanques peó · f2 blanques peó · g2 blanques peó · b1 blanques rei · d1 blanques torre · h1 blanques torre | a8 negres torre · h8 negres rei · a7 negres peó · b7 negres peó · g7 negres peó · h7 negres peó · c6 negres peó · f5 blanques dama · h4 blanques peó · c3 negres dama · c2 blanques peó · f2 blanques peó · g2 blanques peó · b1 blanques rei · d1 blanques torre · h1 blanques torre | a8 negres torre · h8 negres rei · a7 negres peó · b7 negres peó · g7 negres peó · h7 negres peó · c6 negres peó · f5 blanques dama · h4 blanques peó · c3 negres dama · c2 blanques peó · f2 blanques peó · g2 blanques peó · b1 blanques rei · d1 blanques torre · h1 blanques torre | a8 negres torre · h8 negres rei · a7 negres peó · b7 negres peó · g7 negres peó · h7 negres peó · c6 negres peó · f5 blanques dama · h4 blanques peó · c3 negres dama · c2 blanques peó · f2 blanques peó · g2 blanques peó · b1 blanques rei · d1 blanques torre · h1 blanques torre | a8 negres torre · h8 negres rei · a7 negres peó · b7 negres peó · g7 negres peó · h7 negres peó · c6 negres peó · f5 blanques dama · h4 blanques peó · c3 negres dama · c2 blanques peó · f2 blanques peó · g2 blanques peó · b1 blanques rei · d1 blanques torre · h1 blanques torre | a8 negres torre · h8 negres rei · a7 negres peó · b7 negres peó · g7 negres peó · h7 negres peó · c6 negres peó · f5 blanques dama · h4 blanques peó · c3 negres dama · c2 blanques peó · f2 blanques peó · g2 blanques peó · b1 blanques rei · d1 blanques torre · h1 blanques torre | 7 |
| 6 | a8 negres torre · h8 negres rei · a7 negres peó · b7 negres peó · g7 negres peó · h7 negres peó · c6 negres peó · f5 blanques dama · h4 blanques peó · c3 negres dama · c2 blanques peó · f2 blanques peó · g2 blanques peó · b1 blanques rei · d1 blanques torre · h1 blanques torre | a8 negres torre · h8 negres rei · a7 negres peó · b7 negres peó · g7 negres peó · h7 negres peó · c6 negres peó · f5 blanques dama · h4 blanques peó · c3 negres dama · c2 blanques peó · f2 blanques peó · g2 blanques peó · b1 blanques rei · d1 blanques torre · h1 blanques torre | a8 negres torre · h8 negres rei · a7 negres peó · b7 negres peó · g7 negres peó · h7 negres peó · c6 negres peó · f5 blanques dama · h4 blanques peó · c3 negres dama · c2 blanques peó · f2 blanques peó · g2 blanques peó · b1 blanques rei · d1 blanques torre · h1 blanques torre | a8 negres torre · h8 negres rei · a7 negres peó · b7 negres peó · g7 negres peó · h7 negres peó · c6 negres peó · f5 blanques dama · h4 blanques peó · c3 negres dama · c2 blanques peó · f2 blanques peó · g2 blanques peó · b1 blanques rei · d1 blanques torre · h1 blanques torre | a8 negres torre · h8 negres rei · a7 negres peó · b7 negres peó · g7 negres peó · h7 negres peó · c6 negres peó · f5 blanques dama · h4 blanques peó · c3 negres dama · c2 blanques peó · f2 blanques peó · g2 blanques peó · b1 blanques rei · d1 blanques torre · h1 blanques torre | a8 negres torre · h8 negres rei · a7 negres peó · b7 negres peó · g7 negres peó · h7 negres peó · c6 negres peó · f5 blanques dama · h4 blanques peó · c3 negres dama · c2 blanques peó · f2 blanques peó · g2 blanques peó · b1 blanques rei · d1 blanques torre · h1 blanques torre | a8 negres torre · h8 negres rei · a7 negres peó · b7 negres peó · g7 negres peó · h7 negres peó · c6 negres peó · f5 blanques dama · h4 blanques peó · c3 negres dama · c2 blanques peó · f2 blanques peó · g2 blanques peó · b1 blanques rei · d1 blanques torre · h1 blanques torre | a8 negres torre · h8 negres rei · a7 negres peó · b7 negres peó · g7 negres peó · h7 negres peó · c6 negres peó · f5 blanques dama · h4 blanques peó · c3 negres dama · c2 blanques peó · f2 blanques peó · g2 blanques peó · b1 blanques rei · d1 blanques torre · h1 blanques torre | 6 |
| 5 | a8 negres torre · h8 negres rei · a7 negres peó · b7 negres peó · g7 negres peó · h7 negres peó · c6 negres peó · f5 blanques dama · h4 blanques peó · c3 negres dama · c2 blanques peó · f2 blanques peó · g2 blanques peó · b1 blanques rei · d1 blanques torre · h1 blanques torre | a8 negres torre · h8 negres rei · a7 negres peó · b7 negres peó · g7 negres peó · h7 negres peó · c6 negres peó · f5 blanques dama · h4 blanques peó · c3 negres dama · c2 blanques peó · f2 blanques peó · g2 blanques peó · b1 blanques rei · d1 blanques torre · h1 blanques torre | a8 negres torre · h8 negres rei · a7 negres peó · b7 negres peó · g7 negres peó · h7 negres peó · c6 negres peó · f5 blanques dama · h4 blanques peó · c3 negres dama · c2 blanques peó · f2 blanques peó · g2 blanques peó · b1 blanques rei · d1 blanques torre · h1 blanques torre | a8 negres torre · h8 negres rei · a7 negres peó · b7 negres peó · g7 negres peó · h7 negres peó · c6 negres peó · f5 blanques dama · h4 blanques peó · c3 negres dama · c2 blanques peó · f2 blanques peó · g2 blanques peó · b1 blanques rei · d1 blanques torre · h1 blanques torre | a8 negres torre · h8 negres rei · a7 negres peó · b7 negres peó · g7 negres peó · h7 negres peó · c6 negres peó · f5 blanques dama · h4 blanques peó · c3 negres dama · c2 blanques peó · f2 blanques peó · g2 blanques peó · b1 blanques rei · d1 blanques torre · h1 blanques torre | a8 negres torre · h8 negres rei · a7 negres peó · b7 negres peó · g7 negres peó · h7 negres peó · c6 negres peó · f5 blanques dama · h4 blanques peó · c3 negres dama · c2 blanques peó · f2 blanques peó · g2 blanques peó · b1 blanques rei · d1 blanques torre · h1 blanques torre | a8 negres torre · h8 negres rei · a7 negres peó · b7 negres peó · g7 negres peó · h7 negres peó · c6 negres peó · f5 blanques dama · h4 blanques peó · c3 negres dama · c2 blanques peó · f2 blanques peó · g2 blanques peó · b1 blanques rei · d1 blanques torre · h1 blanques torre | a8 negres torre · h8 negres rei · a7 negres peó · b7 negres peó · g7 negres peó · h7 negres peó · c6 negres peó · f5 blanques dama · h4 blanques peó · c3 negres dama · c2 blanques peó · f2 blanques peó · g2 blanques peó · b1 blanques rei · d1 blanques torre · h1 blanques torre | 5 |
| 4 | a8 negres torre · h8 negres rei · a7 negres peó · b7 negres peó · g7 negres peó · h7 negres peó · c6 negres peó · f5 blanques dama · h4 blanques peó · c3 negres dama · c2 blanques peó · f2 blanques peó · g2 blanques peó · b1 blanques rei · d1 blanques torre · h1 blanques torre | a8 negres torre · h8 negres rei · a7 negres peó · b7 negres peó · g7 negres peó · h7 negres peó · c6 negres peó · f5 blanques dama · h4 blanques peó · c3 negres dama · c2 blanques peó · f2 blanques peó · g2 blanques peó · b1 blanques rei · d1 blanques torre · h1 blanques torre | a8 negres torre · h8 negres rei · a7 negres peó · b7 negres peó · g7 negres peó · h7 negres peó · c6 negres peó · f5 blanques dama · h4 blanques peó · c3 negres dama · c2 blanques peó · f2 blanques peó · g2 blanques peó · b1 blanques rei · d1 blanques torre · h1 blanques torre | a8 negres torre · h8 negres rei · a7 negres peó · b7 negres peó · g7 negres peó · h7 negres peó · c6 negres peó · f5 blanques dama · h4 blanques peó · c3 negres dama · c2 blanques peó · f2 blanques peó · g2 blanques peó · b1 blanques rei · d1 blanques torre · h1 blanques torre | a8 negres torre · h8 negres rei · a7 negres peó · b7 negres peó · g7 negres peó · h7 negres peó · c6 negres peó · f5 blanques dama · h4 blanques peó · c3 negres dama · c2 blanques peó · f2 blanques peó · g2 blanques peó · b1 blanques rei · d1 blanques torre · h1 blanques torre | a8 negres torre · h8 negres rei · a7 negres peó · b7 negres peó · g7 negres peó · h7 negres peó · c6 negres peó · f5 blanques dama · h4 blanques peó · c3 negres dama · c2 blanques peó · f2 blanques peó · g2 blanques peó · b1 blanques rei · d1 blanques torre · h1 blanques torre | a8 negres torre · h8 negres rei · a7 negres peó · b7 negres peó · g7 negres peó · h7 negres peó · c6 negres peó · f5 blanques dama · h4 blanques peó · c3 negres dama · c2 blanques peó · f2 blanques peó · g2 blanques peó · b1 blanques rei · d1 blanques torre · h1 blanques torre | a8 negres torre · h8 negres rei · a7 negres peó · b7 negres peó · g7 negres peó · h7 negres peó · c6 negres peó · f5 blanques dama · h4 blanques peó · c3 negres dama · c2 blanques peó · f2 blanques peó · g2 blanques peó · b1 blanques rei · d1 blanques torre · h1 blanques torre | 4 |
| 3 | a8 negres torre · h8 negres rei · a7 negres peó · b7 negres peó · g7 negres peó · h7 negres peó · c6 negres peó · f5 blanques dama · h4 blanques peó · c3 negres dama · c2 blanques peó · f2 blanques peó · g2 blanques peó · b1 blanques rei · d1 blanques torre · h1 blanques torre | a8 negres torre · h8 negres rei · a7 negres peó · b7 negres peó · g7 negres peó · h7 negres peó · c6 negres peó · f5 blanques dama · h4 blanques peó · c3 negres dama · c2 blanques peó · f2 blanques peó · g2 blanques peó · b1 blanques rei · d1 blanques torre · h1 blanques torre | a8 negres torre · h8 negres rei · a7 negres peó · b7 negres peó · g7 negres peó · h7 negres peó · c6 negres peó · f5 blanques dama · h4 blanques peó · c3 negres dama · c2 blanques peó · f2 blanques peó · g2 blanques peó · b1 blanques rei · d1 blanques torre · h1 blanques torre | a8 negres torre · h8 negres rei · a7 negres peó · b7 negres peó · g7 negres peó · h7 negres peó · c6 negres peó · f5 blanques dama · h4 blanques peó · c3 negres dama · c2 blanques peó · f2 blanques peó · g2 blanques peó · b1 blanques rei · d1 blanques torre · h1 blanques torre | a8 negres torre · h8 negres rei · a7 negres peó · b7 negres peó · g7 negres peó · h7 negres peó · c6 negres peó · f5 blanques dama · h4 blanques peó · c3 negres dama · c2 blanques peó · f2 blanques peó · g2 blanques peó · b1 blanques rei · d1 blanques torre · h1 blanques torre | a8 negres torre · h8 negres rei · a7 negres peó · b7 negres peó · g7 negres peó · h7 negres peó · c6 negres peó · f5 blanques dama · h4 blanques peó · c3 negres dama · c2 blanques peó · f2 blanques peó · g2 blanques peó · b1 blanques rei · d1 blanques torre · h1 blanques torre | a8 negres torre · h8 negres rei · a7 negres peó · b7 negres peó · g7 negres peó · h7 negres peó · c6 negres peó · f5 blanques dama · h4 blanques peó · c3 negres dama · c2 blanques peó · f2 blanques peó · g2 blanques peó · b1 blanques rei · d1 blanques torre · h1 blanques torre | a8 negres torre · h8 negres rei · a7 negres peó · b7 negres peó · g7 negres peó · h7 negres peó · c6 negres peó · f5 blanques dama · h4 blanques peó · c3 negres dama · c2 blanques peó · f2 blanques peó · g2 blanques peó · b1 blanques rei · d1 blanques torre · h1 blanques torre | 3 |
| 2 | a8 negres torre · h8 negres rei · a7 negres peó · b7 negres peó · g7 negres peó · h7 negres peó · c6 negres peó · f5 blanques dama · h4 blanques peó · c3 negres dama · c2 blanques peó · f2 blanques peó · g2 blanques peó · b1 blanques rei · d1 blanques torre · h1 blanques torre | a8 negres torre · h8 negres rei · a7 negres peó · b7 negres peó · g7 negres peó · h7 negres peó · c6 negres peó · f5 blanques dama · h4 blanques peó · c3 negres dama · c2 blanques peó · f2 blanques peó · g2 blanques peó · b1 blanques rei · d1 blanques torre · h1 blanques torre | a8 negres torre · h8 negres rei · a7 negres peó · b7 negres peó · g7 negres peó · h7 negres peó · c6 negres peó · f5 blanques dama · h4 blanques peó · c3 negres dama · c2 blanques peó · f2 blanques peó · g2 blanques peó · b1 blanques rei · d1 blanques torre · h1 blanques torre | a8 negres torre · h8 negres rei · a7 negres peó · b7 negres peó · g7 negres peó · h7 negres peó · c6 negres peó · f5 blanques dama · h4 blanques peó · c3 negres dama · c2 blanques peó · f2 blanques peó · g2 blanques peó · b1 blanques rei · d1 blanques torre · h1 blanques torre | a8 negres torre · h8 negres rei · a7 negres peó · b7 negres peó · g7 negres peó · h7 negres peó · c6 negres peó · f5 blanques dama · h4 blanques peó · c3 negres dama · c2 blanques peó · f2 blanques peó · g2 blanques peó · b1 blanques rei · d1 blanques torre · h1 blanques torre | a8 negres torre · h8 negres rei · a7 negres peó · b7 negres peó · g7 negres peó · h7 negres peó · c6 negres peó · f5 blanques dama · h4 blanques peó · c3 negres dama · c2 blanques peó · f2 blanques peó · g2 blanques peó · b1 blanques rei · d1 blanques torre · h1 blanques torre | a8 negres torre · h8 negres rei · a7 negres peó · b7 negres peó · g7 negres peó · h7 negres peó · c6 negres peó · f5 blanques dama · h4 blanques peó · c3 negres dama · c2 blanques peó · f2 blanques peó · g2 blanques peó · b1 blanques rei · d1 blanques torre · h1 blanques torre | a8 negres torre · h8 negres rei · a7 negres peó · b7 negres peó · g7 negres peó · h7 negres peó · c6 negres peó · f5 blanques dama · h4 blanques peó · c3 negres dama · c2 blanques peó · f2 blanques peó · g2 blanques peó · b1 blanques rei · d1 blanques torre · h1 blanques torre | 2 |
| 1 | a8 negres torre · h8 negres rei · a7 negres peó · b7 negres peó · g7 negres peó · h7 negres peó · c6 negres peó · f5 blanques dama · h4 blanques peó · c3 negres dama · c2 blanques peó · f2 blanques peó · g2 blanques peó · b1 blanques rei · d1 blanques torre · h1 blanques torre | a8 negres torre · h8 negres rei · a7 negres peó · b7 negres peó · g7 negres peó · h7 negres peó · c6 negres peó · f5 blanques dama · h4 blanques peó · c3 negres dama · c2 blanques peó · f2 blanques peó · g2 blanques peó · b1 blanques rei · d1 blanques torre · h1 blanques torre | a8 negres torre · h8 negres rei · a7 negres peó · b7 negres peó · g7 negres peó · h7 negres peó · c6 negres peó · f5 blanques dama · h4 blanques peó · c3 negres dama · c2 blanques peó · f2 blanques peó · g2 blanques peó · b1 blanques rei · d1 blanques torre · h1 blanques torre | a8 negres torre · h8 negres rei · a7 negres peó · b7 negres peó · g7 negres peó · h7 negres peó · c6 negres peó · f5 blanques dama · h4 blanques peó · c3 negres dama · c2 blanques peó · f2 blanques peó · g2 blanques peó · b1 blanques rei · d1 blanques torre · h1 blanques torre | a8 negres torre · h8 negres rei · a7 negres peó · b7 negres peó · g7 negres peó · h7 negres peó · c6 negres peó · f5 blanques dama · h4 blanques peó · c3 negres dama · c2 blanques peó · f2 blanques peó · g2 blanques peó · b1 blanques rei · d1 blanques torre · h1 blanques torre | a8 negres torre · h8 negres rei · a7 negres peó · b7 negres peó · g7 negres peó · h7 negres peó · c6 negres peó · f5 blanques dama · h4 blanques peó · c3 negres dama · c2 blanques peó · f2 blanques peó · g2 blanques peó · b1 blanques rei · d1 blanques torre · h1 blanques torre | a8 negres torre · h8 negres rei · a7 negres peó · b7 negres peó · g7 negres peó · h7 negres peó · c6 negres peó · f5 blanques dama · h4 blanques peó · c3 negres dama · c2 blanques peó · f2 blanques peó · g2 blanques peó · b1 blanques rei · d1 blanques torre · h1 blanques torre | a8 negres torre · h8 negres rei · a7 negres peó · b7 negres peó · g7 negres peó · h7 negres peó · c6 negres peó · f5 blanques dama · h4 blanques peó · c3 negres dama · c2 blanques peó · f2 blanques peó · g2 blanques peó · b1 blanques rei · d1 blanques torre · h1 blanques torre | 1 |
|   | a | b | c | d | e | f | g | h |   |

A la partida entre Péter Lékó i Vladímir Kràmnik al Torneig Corus de 2008, les negres varen poder assolir les taules per escac continu:
24... Db4+
25. Ra2 Da4+
26. Rb2 Db4+
27. Rc1 Da3+
28. Rb1 ½–½

### Fischer versus Tal
|   | a | b | c | d | e | f | g | h |   |
| 8 | c8 negres rei · a7 negres peó · b7 negres peó · e7 negres cavall · h7 blanques dama · e6 negres dama · a5 blanques peó · d5 negres peó · a3 blanques peó · c3 negres peó · c2 blanques peó · f2 blanques peó · g2 blanques rei · h2 blanques peó · f1 blanques torre | c8 negres rei · a7 negres peó · b7 negres peó · e7 negres cavall · h7 blanques dama · e6 negres dama · a5 blanques peó · d5 negres peó · a3 blanques peó · c3 negres peó · c2 blanques peó · f2 blanques peó · g2 blanques rei · h2 blanques peó · f1 blanques torre | c8 negres rei · a7 negres peó · b7 negres peó · e7 negres cavall · h7 blanques dama · e6 negres dama · a5 blanques peó · d5 negres peó · a3 blanques peó · c3 negres peó · c2 blanques peó · f2 blanques peó · g2 blanques rei · h2 blanques peó · f1 blanques torre | c8 negres rei · a7 negres peó · b7 negres peó · e7 negres cavall · h7 blanques dama · e6 negres dama · a5 blanques peó · d5 negres peó · a3 blanques peó · c3 negres peó · c2 blanques peó · f2 blanques peó · g2 blanques rei · h2 blanques peó · f1 blanques torre | c8 negres rei · a7 negres peó · b7 negres peó · e7 negres cavall · h7 blanques dama · e6 negres dama · a5 blanques peó · d5 negres peó · a3 blanques peó · c3 negres peó · c2 blanques peó · f2 blanques peó · g2 blanques rei · h2 blanques peó · f1 blanques torre | c8 negres rei · a7 negres peó · b7 negres peó · e7 negres cavall · h7 blanques dama · e6 negres dama · a5 blanques peó · d5 negres peó · a3 blanques peó · c3 negres peó · c2 blanques peó · f2 blanques peó · g2 blanques rei · h2 blanques peó · f1 blanques torre | c8 negres rei · a7 negres peó · b7 negres peó · e7 negres cavall · h7 blanques dama · e6 negres dama · a5 blanques peó · d5 negres peó · a3 blanques peó · c3 negres peó · c2 blanques peó · f2 blanques peó · g2 blanques rei · h2 blanques peó · f1 blanques torre | c8 negres rei · a7 negres peó · b7 negres peó · e7 negres cavall · h7 blanques dama · e6 negres dama · a5 blanques peó · d5 negres peó · a3 blanques peó · c3 negres peó · c2 blanques peó · f2 blanques peó · g2 blanques rei · h2 blanques peó · f1 blanques torre | 8 |
| 7 | c8 negres rei · a7 negres peó · b7 negres peó · e7 negres cavall · h7 blanques dama · e6 negres dama · a5 blanques peó · d5 negres peó · a3 blanques peó · c3 negres peó · c2 blanques peó · f2 blanques peó · g2 blanques rei · h2 blanques peó · f1 blanques torre | c8 negres rei · a7 negres peó · b7 negres peó · e7 negres cavall · h7 blanques dama · e6 negres dama · a5 blanques peó · d5 negres peó · a3 blanques peó · c3 negres peó · c2 blanques peó · f2 blanques peó · g2 blanques rei · h2 blanques peó · f1 blanques torre | c8 negres rei · a7 negres peó · b7 negres peó · e7 negres cavall · h7 blanques dama · e6 negres dama · a5 blanques peó · d5 negres peó · a3 blanques peó · c3 negres peó · c2 blanques peó · f2 blanques peó · g2 blanques rei · h2 blanques peó · f1 blanques torre | c8 negres rei · a7 negres peó · b7 negres peó · e7 negres cavall · h7 blanques dama · e6 negres dama · a5 blanques peó · d5 negres peó · a3 blanques peó · c3 negres peó · c2 blanques peó · f2 blanques peó · g2 blanques rei · h2 blanques peó · f1 blanques torre | c8 negres rei · a7 negres peó · b7 negres peó · e7 negres cavall · h7 blanques dama · e6 negres dama · a5 blanques peó · d5 negres peó · a3 blanques peó · c3 negres peó · c2 blanques peó · f2 blanques peó · g2 blanques rei · h2 blanques peó · f1 blanques torre | c8 negres rei · a7 negres peó · b7 negres peó · e7 negres cavall · h7 blanques dama · e6 negres dama · a5 blanques peó · d5 negres peó · a3 blanques peó · c3 negres peó · c2 blanques peó · f2 blanques peó · g2 blanques rei · h2 blanques peó · f1 blanques torre | c8 negres rei · a7 negres peó · b7 negres peó · e7 negres cavall · h7 blanques dama · e6 negres dama · a5 blanques peó · d5 negres peó · a3 blanques peó · c3 negres peó · c2 blanques peó · f2 blanques peó · g2 blanques rei · h2 blanques peó · f1 blanques torre | c8 negres rei · a7 negres peó · b7 negres peó · e7 negres cavall · h7 blanques dama · e6 negres dama · a5 blanques peó · d5 negres peó · a3 blanques peó · c3 negres peó · c2 blanques peó · f2 blanques peó · g2 blanques rei · h2 blanques peó · f1 blanques torre | 7 |
| 6 | c8 negres rei · a7 negres peó · b7 negres peó · e7 negres cavall · h7 blanques dama · e6 negres dama · a5 blanques peó · d5 negres peó · a3 blanques peó · c3 negres peó · c2 blanques peó · f2 blanques peó · g2 blanques rei · h2 blanques peó · f1 blanques torre | c8 negres rei · a7 negres peó · b7 negres peó · e7 negres cavall · h7 blanques dama · e6 negres dama · a5 blanques peó · d5 negres peó · a3 blanques peó · c3 negres peó · c2 blanques peó · f2 blanques peó · g2 blanques rei · h2 blanques peó · f1 blanques torre | c8 negres rei · a7 negres peó · b7 negres peó · e7 negres cavall · h7 blanques dama · e6 negres dama · a5 blanques peó · d5 negres peó · a3 blanques peó · c3 negres peó · c2 blanques peó · f2 blanques peó · g2 blanques rei · h2 blanques peó · f1 blanques torre | c8 negres rei · a7 negres peó · b7 negres peó · e7 negres cavall · h7 blanques dama · e6 negres dama · a5 blanques peó · d5 negres peó · a3 blanques peó · c3 negres peó · c2 blanques peó · f2 blanques peó · g2 blanques rei · h2 blanques peó · f1 blanques torre | c8 negres rei · a7 negres peó · b7 negres peó · e7 negres cavall · h7 blanques dama · e6 negres dama · a5 blanques peó · d5 negres peó · a3 blanques peó · c3 negres peó · c2 blanques peó · f2 blanques peó · g2 blanques rei · h2 blanques peó · f1 blanques torre | c8 negres rei · a7 negres peó · b7 negres peó · e7 negres cavall · h7 blanques dama · e6 negres dama · a5 blanques peó · d5 negres peó · a3 blanques peó · c3 negres peó · c2 blanques peó · f2 blanques peó · g2 blanques rei · h2 blanques peó · f1 blanques torre | c8 negres rei · a7 negres peó · b7 negres peó · e7 negres cavall · h7 blanques dama · e6 negres dama · a5 blanques peó · d5 negres peó · a3 blanques peó · c3 negres peó · c2 blanques peó · f2 blanques peó · g2 blanques rei · h2 blanques peó · f1 blanques torre | c8 negres rei · a7 negres peó · b7 negres peó · e7 negres cavall · h7 blanques dama · e6 negres dama · a5 blanques peó · d5 negres peó · a3 blanques peó · c3 negres peó · c2 blanques peó · f2 blanques peó · g2 blanques rei · h2 blanques peó · f1 blanques torre | 6 |
| 5 | c8 negres rei · a7 negres peó · b7 negres peó · e7 negres cavall · h7 blanques dama · e6 negres dama · a5 blanques peó · d5 negres peó · a3 blanques peó · c3 negres peó · c2 blanques peó · f2 blanques peó · g2 blanques rei · h2 blanques peó · f1 blanques torre | c8 negres rei · a7 negres peó · b7 negres peó · e7 negres cavall · h7 blanques dama · e6 negres dama · a5 blanques peó · d5 negres peó · a3 blanques peó · c3 negres peó · c2 blanques peó · f2 blanques peó · g2 blanques rei · h2 blanques peó · f1 blanques torre | c8 negres rei · a7 negres peó · b7 negres peó · e7 negres cavall · h7 blanques dama · e6 negres dama · a5 blanques peó · d5 negres peó · a3 blanques peó · c3 negres peó · c2 blanques peó · f2 blanques peó · g2 blanques rei · h2 blanques peó · f1 blanques torre | c8 negres rei · a7 negres peó · b7 negres peó · e7 negres cavall · h7 blanques dama · e6 negres dama · a5 blanques peó · d5 negres peó · a3 blanques peó · c3 negres peó · c2 blanques peó · f2 blanques peó · g2 blanques rei · h2 blanques peó · f1 blanques torre | c8 negres rei · a7 negres peó · b7 negres peó · e7 negres cavall · h7 blanques dama · e6 negres dama · a5 blanques peó · d5 negres peó · a3 blanques peó · c3 negres peó · c2 blanques peó · f2 blanques peó · g2 blanques rei · h2 blanques peó · f1 blanques torre | c8 negres rei · a7 negres peó · b7 negres peó · e7 negres cavall · h7 blanques dama · e6 negres dama · a5 blanques peó · d5 negres peó · a3 blanques peó · c3 negres peó · c2 blanques peó · f2 blanques peó · g2 blanques rei · h2 blanques peó · f1 blanques torre | c8 negres rei · a7 negres peó · b7 negres peó · e7 negres cavall · h7 blanques dama · e6 negres dama · a5 blanques peó · d5 negres peó · a3 blanques peó · c3 negres peó · c2 blanques peó · f2 blanques peó · g2 blanques rei · h2 blanques peó · f1 blanques torre | c8 negres rei · a7 negres peó · b7 negres peó · e7 negres cavall · h7 blanques dama · e6 negres dama · a5 blanques peó · d5 negres peó · a3 blanques peó · c3 negres peó · c2 blanques peó · f2 blanques peó · g2 blanques rei · h2 blanques peó · f1 blanques torre | 5 |
| 4 | c8 negres rei · a7 negres peó · b7 negres peó · e7 negres cavall · h7 blanques dama · e6 negres dama · a5 blanques peó · d5 negres peó · a3 blanques peó · c3 negres peó · c2 blanques peó · f2 blanques peó · g2 blanques rei · h2 blanques peó · f1 blanques torre | c8 negres rei · a7 negres peó · b7 negres peó · e7 negres cavall · h7 blanques dama · e6 negres dama · a5 blanques peó · d5 negres peó · a3 blanques peó · c3 negres peó · c2 blanques peó · f2 blanques peó · g2 blanques rei · h2 blanques peó · f1 blanques torre | c8 negres rei · a7 negres peó · b7 negres peó · e7 negres cavall · h7 blanques dama · e6 negres dama · a5 blanques peó · d5 negres peó · a3 blanques peó · c3 negres peó · c2 blanques peó · f2 blanques peó · g2 blanques rei · h2 blanques peó · f1 blanques torre | c8 negres rei · a7 negres peó · b7 negres peó · e7 negres cavall · h7 blanques dama · e6 negres dama · a5 blanques peó · d5 negres peó · a3 blanques peó · c3 negres peó · c2 blanques peó · f2 blanques peó · g2 blanques rei · h2 blanques peó · f1 blanques torre | c8 negres rei · a7 negres peó · b7 negres peó · e7 negres cavall · h7 blanques dama · e6 negres dama · a5 blanques peó · d5 negres peó · a3 blanques peó · c3 negres peó · c2 blanques peó · f2 blanques peó · g2 blanques rei · h2 blanques peó · f1 blanques torre | c8 negres rei · a7 negres peó · b7 negres peó · e7 negres cavall · h7 blanques dama · e6 negres dama · a5 blanques peó · d5 negres peó · a3 blanques peó · c3 negres peó · c2 blanques peó · f2 blanques peó · g2 blanques rei · h2 blanques peó · f1 blanques torre | c8 negres rei · a7 negres peó · b7 negres peó · e7 negres cavall · h7 blanques dama · e6 negres dama · a5 blanques peó · d5 negres peó · a3 blanques peó · c3 negres peó · c2 blanques peó · f2 blanques peó · g2 blanques rei · h2 blanques peó · f1 blanques torre | c8 negres rei · a7 negres peó · b7 negres peó · e7 negres cavall · h7 blanques dama · e6 negres dama · a5 blanques peó · d5 negres peó · a3 blanques peó · c3 negres peó · c2 blanques peó · f2 blanques peó · g2 blanques rei · h2 blanques peó · f1 blanques torre | 4 |
| 3 | c8 negres rei · a7 negres peó · b7 negres peó · e7 negres cavall · h7 blanques dama · e6 negres dama · a5 blanques peó · d5 negres peó · a3 blanques peó · c3 negres peó · c2 blanques peó · f2 blanques peó · g2 blanques rei · h2 blanques peó · f1 blanques torre | c8 negres rei · a7 negres peó · b7 negres peó · e7 negres cavall · h7 blanques dama · e6 negres dama · a5 blanques peó · d5 negres peó · a3 blanques peó · c3 negres peó · c2 blanques peó · f2 blanques peó · g2 blanques rei · h2 blanques peó · f1 blanques torre | c8 negres rei · a7 negres peó · b7 negres peó · e7 negres cavall · h7 blanques dama · e6 negres dama · a5 blanques peó · d5 negres peó · a3 blanques peó · c3 negres peó · c2 blanques peó · f2 blanques peó · g2 blanques rei · h2 blanques peó · f1 blanques torre | c8 negres rei · a7 negres peó · b7 negres peó · e7 negres cavall · h7 blanques dama · e6 negres dama · a5 blanques peó · d5 negres peó · a3 blanques peó · c3 negres peó · c2 blanques peó · f2 blanques peó · g2 blanques rei · h2 blanques peó · f1 blanques torre | c8 negres rei · a7 negres peó · b7 negres peó · e7 negres cavall · h7 blanques dama · e6 negres dama · a5 blanques peó · d5 negres peó · a3 blanques peó · c3 negres peó · c2 blanques peó · f2 blanques peó · g2 blanques rei · h2 blanques peó · f1 blanques torre | c8 negres rei · a7 negres peó · b7 negres peó · e7 negres cavall · h7 blanques dama · e6 negres dama · a5 blanques peó · d5 negres peó · a3 blanques peó · c3 negres peó · c2 blanques peó · f2 blanques peó · g2 blanques rei · h2 blanques peó · f1 blanques torre | c8 negres rei · a7 negres peó · b7 negres peó · e7 negres cavall · h7 blanques dama · e6 negres dama · a5 blanques peó · d5 negres peó · a3 blanques peó · c3 negres peó · c2 blanques peó · f2 blanques peó · g2 blanques rei · h2 blanques peó · f1 blanques torre | c8 negres rei · a7 negres peó · b7 negres peó · e7 negres cavall · h7 blanques dama · e6 negres dama · a5 blanques peó · d5 negres peó · a3 blanques peó · c3 negres peó · c2 blanques peó · f2 blanques peó · g2 blanques rei · h2 blanques peó · f1 blanques torre | 3 |
| 2 | c8 negres rei · a7 negres peó · b7 negres peó · e7 negres cavall · h7 blanques dama · e6 negres dama · a5 blanques peó · d5 negres peó · a3 blanques peó · c3 negres peó · c2 blanques peó · f2 blanques peó · g2 blanques rei · h2 blanques peó · f1 blanques torre | c8 negres rei · a7 negres peó · b7 negres peó · e7 negres cavall · h7 blanques dama · e6 negres dama · a5 blanques peó · d5 negres peó · a3 blanques peó · c3 negres peó · c2 blanques peó · f2 blanques peó · g2 blanques rei · h2 blanques peó · f1 blanques torre | c8 negres rei · a7 negres peó · b7 negres peó · e7 negres cavall · h7 blanques dama · e6 negres dama · a5 blanques peó · d5 negres peó · a3 blanques peó · c3 negres peó · c2 blanques peó · f2 blanques peó · g2 blanques rei · h2 blanques peó · f1 blanques torre | c8 negres rei · a7 negres peó · b7 negres peó · e7 negres cavall · h7 blanques dama · e6 negres dama · a5 blanques peó · d5 negres peó · a3 blanques peó · c3 negres peó · c2 blanques peó · f2 blanques peó · g2 blanques rei · h2 blanques peó · f1 blanques torre | c8 negres rei · a7 negres peó · b7 negres peó · e7 negres cavall · h7 blanques dama · e6 negres dama · a5 blanques peó · d5 negres peó · a3 blanques peó · c3 negres peó · c2 blanques peó · f2 blanques peó · g2 blanques rei · h2 blanques peó · f1 blanques torre | c8 negres rei · a7 negres peó · b7 negres peó · e7 negres cavall · h7 blanques dama · e6 negres dama · a5 blanques peó · d5 negres peó · a3 blanques peó · c3 negres peó · c2 blanques peó · f2 blanques peó · g2 blanques rei · h2 blanques peó · f1 blanques torre | c8 negres rei · a7 negres peó · b7 negres peó · e7 negres cavall · h7 blanques dama · e6 negres dama · a5 blanques peó · d5 negres peó · a3 blanques peó · c3 negres peó · c2 blanques peó · f2 blanques peó · g2 blanques rei · h2 blanques peó · f1 blanques torre | c8 negres rei · a7 negres peó · b7 negres peó · e7 negres cavall · h7 blanques dama · e6 negres dama · a5 blanques peó · d5 negres peó · a3 blanques peó · c3 negres peó · c2 blanques peó · f2 blanques peó · g2 blanques rei · h2 blanques peó · f1 blanques torre | 2 |
| 1 | c8 negres rei · a7 negres peó · b7 negres peó · e7 negres cavall · h7 blanques dama · e6 negres dama · a5 blanques peó · d5 negres peó · a3 blanques peó · c3 negres peó · c2 blanques peó · f2 blanques peó · g2 blanques rei · h2 blanques peó · f1 blanques torre | c8 negres rei · a7 negres peó · b7 negres peó · e7 negres cavall · h7 blanques dama · e6 negres dama · a5 blanques peó · d5 negres peó · a3 blanques peó · c3 negres peó · c2 blanques peó · f2 blanques peó · g2 blanques rei · h2 blanques peó · f1 blanques torre | c8 negres rei · a7 negres peó · b7 negres peó · e7 negres cavall · h7 blanques dama · e6 negres dama · a5 blanques peó · d5 negres peó · a3 blanques peó · c3 negres peó · c2 blanques peó · f2 blanques peó · g2 blanques rei · h2 blanques peó · f1 blanques torre | c8 negres rei · a7 negres peó · b7 negres peó · e7 negres cavall · h7 blanques dama · e6 negres dama · a5 blanques peó · d5 negres peó · a3 blanques peó · c3 negres peó · c2 blanques peó · f2 blanques peó · g2 blanques rei · h2 blanques peó · f1 blanques torre | c8 negres rei · a7 negres peó · b7 negres peó · e7 negres cavall · h7 blanques dama · e6 negres dama · a5 blanques peó · d5 negres peó · a3 blanques peó · c3 negres peó · c2 blanques peó · f2 blanques peó · g2 blanques rei · h2 blanques peó · f1 blanques torre | c8 negres rei · a7 negres peó · b7 negres peó · e7 negres cavall · h7 blanques dama · e6 negres dama · a5 blanques peó · d5 negres peó · a3 blanques peó · c3 negres peó · c2 blanques peó · f2 blanques peó · g2 blanques rei · h2 blanques peó · f1 blanques torre | c8 negres rei · a7 negres peó · b7 negres peó · e7 negres cavall · h7 blanques dama · e6 negres dama · a5 blanques peó · d5 negres peó · a3 blanques peó · c3 negres peó · c2 blanques peó · f2 blanques peó · g2 blanques rei · h2 blanques peó · f1 blanques torre | c8 negres rei · a7 negres peó · b7 negres peó · e7 negres cavall · h7 blanques dama · e6 negres dama · a5 blanques peó · d5 negres peó · a3 blanques peó · c3 negres peó · c2 blanques peó · f2 blanques peó · g2 blanques rei · h2 blanques peó · f1 blanques torre | 1 |
|   | a | b | c | d | e | f | g | h |   |

L'escac continu va permetre en Mikhaïl Tal salvar les taules contra Bobby Fischer en aquesta partida de 1960, jugada en la 14a Olimpíada, quan en Tal era el Campió del món regnant. En aquesta posició les negres varen jugar 21... Dg4+ i es van acordar les taules (Evans 1970:53). (Després de 22. Rh1 llavors 22... Df3+ 23. Rg1 Dg4+ força l'escac continu.) 

## Història
|   | a | b | c | d | e | f | g | h |   |
| 8 | a8 negres torre · c8 negres alfil · a7 negres peó · b7 negres peó · c7 negres peó · f7 blanques alfil · g7 negres peó · h7 negres rei · d6 negres peó · g6 blanques cavall · h6 negres peó · e5 negres peó · e4 blanques peó · h4 negres dama · d3 blanques peó · f3 negres cavall · h3 blanques peó · a2 blanques peó · b2 blanques peó · c2 blanques peó · f2 negres alfil · g2 blanques peó · a1 blanques torre · c1 blanques alfil · h1 blanques rei | a8 negres torre · c8 negres alfil · a7 negres peó · b7 negres peó · c7 negres peó · f7 blanques alfil · g7 negres peó · h7 negres rei · d6 negres peó · g6 blanques cavall · h6 negres peó · e5 negres peó · e4 blanques peó · h4 negres dama · d3 blanques peó · f3 negres cavall · h3 blanques peó · a2 blanques peó · b2 blanques peó · c2 blanques peó · f2 negres alfil · g2 blanques peó · a1 blanques torre · c1 blanques alfil · h1 blanques rei | a8 negres torre · c8 negres alfil · a7 negres peó · b7 negres peó · c7 negres peó · f7 blanques alfil · g7 negres peó · h7 negres rei · d6 negres peó · g6 blanques cavall · h6 negres peó · e5 negres peó · e4 blanques peó · h4 negres dama · d3 blanques peó · f3 negres cavall · h3 blanques peó · a2 blanques peó · b2 blanques peó · c2 blanques peó · f2 negres alfil · g2 blanques peó · a1 blanques torre · c1 blanques alfil · h1 blanques rei | a8 negres torre · c8 negres alfil · a7 negres peó · b7 negres peó · c7 negres peó · f7 blanques alfil · g7 negres peó · h7 negres rei · d6 negres peó · g6 blanques cavall · h6 negres peó · e5 negres peó · e4 blanques peó · h4 negres dama · d3 blanques peó · f3 negres cavall · h3 blanques peó · a2 blanques peó · b2 blanques peó · c2 blanques peó · f2 negres alfil · g2 blanques peó · a1 blanques torre · c1 blanques alfil · h1 blanques rei | a8 negres torre · c8 negres alfil · a7 negres peó · b7 negres peó · c7 negres peó · f7 blanques alfil · g7 negres peó · h7 negres rei · d6 negres peó · g6 blanques cavall · h6 negres peó · e5 negres peó · e4 blanques peó · h4 negres dama · d3 blanques peó · f3 negres cavall · h3 blanques peó · a2 blanques peó · b2 blanques peó · c2 blanques peó · f2 negres alfil · g2 blanques peó · a1 blanques torre · c1 blanques alfil · h1 blanques rei | a8 negres torre · c8 negres alfil · a7 negres peó · b7 negres peó · c7 negres peó · f7 blanques alfil · g7 negres peó · h7 negres rei · d6 negres peó · g6 blanques cavall · h6 negres peó · e5 negres peó · e4 blanques peó · h4 negres dama · d3 blanques peó · f3 negres cavall · h3 blanques peó · a2 blanques peó · b2 blanques peó · c2 blanques peó · f2 negres alfil · g2 blanques peó · a1 blanques torre · c1 blanques alfil · h1 blanques rei | a8 negres torre · c8 negres alfil · a7 negres peó · b7 negres peó · c7 negres peó · f7 blanques alfil · g7 negres peó · h7 negres rei · d6 negres peó · g6 blanques cavall · h6 negres peó · e5 negres peó · e4 blanques peó · h4 negres dama · d3 blanques peó · f3 negres cavall · h3 blanques peó · a2 blanques peó · b2 blanques peó · c2 blanques peó · f2 negres alfil · g2 blanques peó · a1 blanques torre · c1 blanques alfil · h1 blanques rei | a8 negres torre · c8 negres alfil · a7 negres peó · b7 negres peó · c7 negres peó · f7 blanques alfil · g7 negres peó · h7 negres rei · d6 negres peó · g6 blanques cavall · h6 negres peó · e5 negres peó · e4 blanques peó · h4 negres dama · d3 blanques peó · f3 negres cavall · h3 blanques peó · a2 blanques peó · b2 blanques peó · c2 blanques peó · f2 negres alfil · g2 blanques peó · a1 blanques torre · c1 blanques alfil · h1 blanques rei | 8 |
| 7 | a8 negres torre · c8 negres alfil · a7 negres peó · b7 negres peó · c7 negres peó · f7 blanques alfil · g7 negres peó · h7 negres rei · d6 negres peó · g6 blanques cavall · h6 negres peó · e5 negres peó · e4 blanques peó · h4 negres dama · d3 blanques peó · f3 negres cavall · h3 blanques peó · a2 blanques peó · b2 blanques peó · c2 blanques peó · f2 negres alfil · g2 blanques peó · a1 blanques torre · c1 blanques alfil · h1 blanques rei | a8 negres torre · c8 negres alfil · a7 negres peó · b7 negres peó · c7 negres peó · f7 blanques alfil · g7 negres peó · h7 negres rei · d6 negres peó · g6 blanques cavall · h6 negres peó · e5 negres peó · e4 blanques peó · h4 negres dama · d3 blanques peó · f3 negres cavall · h3 blanques peó · a2 blanques peó · b2 blanques peó · c2 blanques peó · f2 negres alfil · g2 blanques peó · a1 blanques torre · c1 blanques alfil · h1 blanques rei | a8 negres torre · c8 negres alfil · a7 negres peó · b7 negres peó · c7 negres peó · f7 blanques alfil · g7 negres peó · h7 negres rei · d6 negres peó · g6 blanques cavall · h6 negres peó · e5 negres peó · e4 blanques peó · h4 negres dama · d3 blanques peó · f3 negres cavall · h3 blanques peó · a2 blanques peó · b2 blanques peó · c2 blanques peó · f2 negres alfil · g2 blanques peó · a1 blanques torre · c1 blanques alfil · h1 blanques rei | a8 negres torre · c8 negres alfil · a7 negres peó · b7 negres peó · c7 negres peó · f7 blanques alfil · g7 negres peó · h7 negres rei · d6 negres peó · g6 blanques cavall · h6 negres peó · e5 negres peó · e4 blanques peó · h4 negres dama · d3 blanques peó · f3 negres cavall · h3 blanques peó · a2 blanques peó · b2 blanques peó · c2 blanques peó · f2 negres alfil · g2 blanques peó · a1 blanques torre · c1 blanques alfil · h1 blanques rei | a8 negres torre · c8 negres alfil · a7 negres peó · b7 negres peó · c7 negres peó · f7 blanques alfil · g7 negres peó · h7 negres rei · d6 negres peó · g6 blanques cavall · h6 negres peó · e5 negres peó · e4 blanques peó · h4 negres dama · d3 blanques peó · f3 negres cavall · h3 blanques peó · a2 blanques peó · b2 blanques peó · c2 blanques peó · f2 negres alfil · g2 blanques peó · a1 blanques torre · c1 blanques alfil · h1 blanques rei | a8 negres torre · c8 negres alfil · a7 negres peó · b7 negres peó · c7 negres peó · f7 blanques alfil · g7 negres peó · h7 negres rei · d6 negres peó · g6 blanques cavall · h6 negres peó · e5 negres peó · e4 blanques peó · h4 negres dama · d3 blanques peó · f3 negres cavall · h3 blanques peó · a2 blanques peó · b2 blanques peó · c2 blanques peó · f2 negres alfil · g2 blanques peó · a1 blanques torre · c1 blanques alfil · h1 blanques rei | a8 negres torre · c8 negres alfil · a7 negres peó · b7 negres peó · c7 negres peó · f7 blanques alfil · g7 negres peó · h7 negres rei · d6 negres peó · g6 blanques cavall · h6 negres peó · e5 negres peó · e4 blanques peó · h4 negres dama · d3 blanques peó · f3 negres cavall · h3 blanques peó · a2 blanques peó · b2 blanques peó · c2 blanques peó · f2 negres alfil · g2 blanques peó · a1 blanques torre · c1 blanques alfil · h1 blanques rei | a8 negres torre · c8 negres alfil · a7 negres peó · b7 negres peó · c7 negres peó · f7 blanques alfil · g7 negres peó · h7 negres rei · d6 negres peó · g6 blanques cavall · h6 negres peó · e5 negres peó · e4 blanques peó · h4 negres dama · d3 blanques peó · f3 negres cavall · h3 blanques peó · a2 blanques peó · b2 blanques peó · c2 blanques peó · f2 negres alfil · g2 blanques peó · a1 blanques torre · c1 blanques alfil · h1 blanques rei | 7 |
| 6 | a8 negres torre · c8 negres alfil · a7 negres peó · b7 negres peó · c7 negres peó · f7 blanques alfil · g7 negres peó · h7 negres rei · d6 negres peó · g6 blanques cavall · h6 negres peó · e5 negres peó · e4 blanques peó · h4 negres dama · d3 blanques peó · f3 negres cavall · h3 blanques peó · a2 blanques peó · b2 blanques peó · c2 blanques peó · f2 negres alfil · g2 blanques peó · a1 blanques torre · c1 blanques alfil · h1 blanques rei | a8 negres torre · c8 negres alfil · a7 negres peó · b7 negres peó · c7 negres peó · f7 blanques alfil · g7 negres peó · h7 negres rei · d6 negres peó · g6 blanques cavall · h6 negres peó · e5 negres peó · e4 blanques peó · h4 negres dama · d3 blanques peó · f3 negres cavall · h3 blanques peó · a2 blanques peó · b2 blanques peó · c2 blanques peó · f2 negres alfil · g2 blanques peó · a1 blanques torre · c1 blanques alfil · h1 blanques rei | a8 negres torre · c8 negres alfil · a7 negres peó · b7 negres peó · c7 negres peó · f7 blanques alfil · g7 negres peó · h7 negres rei · d6 negres peó · g6 blanques cavall · h6 negres peó · e5 negres peó · e4 blanques peó · h4 negres dama · d3 blanques peó · f3 negres cavall · h3 blanques peó · a2 blanques peó · b2 blanques peó · c2 blanques peó · f2 negres alfil · g2 blanques peó · a1 blanques torre · c1 blanques alfil · h1 blanques rei | a8 negres torre · c8 negres alfil · a7 negres peó · b7 negres peó · c7 negres peó · f7 blanques alfil · g7 negres peó · h7 negres rei · d6 negres peó · g6 blanques cavall · h6 negres peó · e5 negres peó · e4 blanques peó · h4 negres dama · d3 blanques peó · f3 negres cavall · h3 blanques peó · a2 blanques peó · b2 blanques peó · c2 blanques peó · f2 negres alfil · g2 blanques peó · a1 blanques torre · c1 blanques alfil · h1 blanques rei | a8 negres torre · c8 negres alfil · a7 negres peó · b7 negres peó · c7 negres peó · f7 blanques alfil · g7 negres peó · h7 negres rei · d6 negres peó · g6 blanques cavall · h6 negres peó · e5 negres peó · e4 blanques peó · h4 negres dama · d3 blanques peó · f3 negres cavall · h3 blanques peó · a2 blanques peó · b2 blanques peó · c2 blanques peó · f2 negres alfil · g2 blanques peó · a1 blanques torre · c1 blanques alfil · h1 blanques rei | a8 negres torre · c8 negres alfil · a7 negres peó · b7 negres peó · c7 negres peó · f7 blanques alfil · g7 negres peó · h7 negres rei · d6 negres peó · g6 blanques cavall · h6 negres peó · e5 negres peó · e4 blanques peó · h4 negres dama · d3 blanques peó · f3 negres cavall · h3 blanques peó · a2 blanques peó · b2 blanques peó · c2 blanques peó · f2 negres alfil · g2 blanques peó · a1 blanques torre · c1 blanques alfil · h1 blanques rei | a8 negres torre · c8 negres alfil · a7 negres peó · b7 negres peó · c7 negres peó · f7 blanques alfil · g7 negres peó · h7 negres rei · d6 negres peó · g6 blanques cavall · h6 negres peó · e5 negres peó · e4 blanques peó · h4 negres dama · d3 blanques peó · f3 negres cavall · h3 blanques peó · a2 blanques peó · b2 blanques peó · c2 blanques peó · f2 negres alfil · g2 blanques peó · a1 blanques torre · c1 blanques alfil · h1 blanques rei | a8 negres torre · c8 negres alfil · a7 negres peó · b7 negres peó · c7 negres peó · f7 blanques alfil · g7 negres peó · h7 negres rei · d6 negres peó · g6 blanques cavall · h6 negres peó · e5 negres peó · e4 blanques peó · h4 negres dama · d3 blanques peó · f3 negres cavall · h3 blanques peó · a2 blanques peó · b2 blanques peó · c2 blanques peó · f2 negres alfil · g2 blanques peó · a1 blanques torre · c1 blanques alfil · h1 blanques rei | 6 |
| 5 | a8 negres torre · c8 negres alfil · a7 negres peó · b7 negres peó · c7 negres peó · f7 blanques alfil · g7 negres peó · h7 negres rei · d6 negres peó · g6 blanques cavall · h6 negres peó · e5 negres peó · e4 blanques peó · h4 negres dama · d3 blanques peó · f3 negres cavall · h3 blanques peó · a2 blanques peó · b2 blanques peó · c2 blanques peó · f2 negres alfil · g2 blanques peó · a1 blanques torre · c1 blanques alfil · h1 blanques rei | a8 negres torre · c8 negres alfil · a7 negres peó · b7 negres peó · c7 negres peó · f7 blanques alfil · g7 negres peó · h7 negres rei · d6 negres peó · g6 blanques cavall · h6 negres peó · e5 negres peó · e4 blanques peó · h4 negres dama · d3 blanques peó · f3 negres cavall · h3 blanques peó · a2 blanques peó · b2 blanques peó · c2 blanques peó · f2 negres alfil · g2 blanques peó · a1 blanques torre · c1 blanques alfil · h1 blanques rei | a8 negres torre · c8 negres alfil · a7 negres peó · b7 negres peó · c7 negres peó · f7 blanques alfil · g7 negres peó · h7 negres rei · d6 negres peó · g6 blanques cavall · h6 negres peó · e5 negres peó · e4 blanques peó · h4 negres dama · d3 blanques peó · f3 negres cavall · h3 blanques peó · a2 blanques peó · b2 blanques peó · c2 blanques peó · f2 negres alfil · g2 blanques peó · a1 blanques torre · c1 blanques alfil · h1 blanques rei | a8 negres torre · c8 negres alfil · a7 negres peó · b7 negres peó · c7 negres peó · f7 blanques alfil · g7 negres peó · h7 negres rei · d6 negres peó · g6 blanques cavall · h6 negres peó · e5 negres peó · e4 blanques peó · h4 negres dama · d3 blanques peó · f3 negres cavall · h3 blanques peó · a2 blanques peó · b2 blanques peó · c2 blanques peó · f2 negres alfil · g2 blanques peó · a1 blanques torre · c1 blanques alfil · h1 blanques rei | a8 negres torre · c8 negres alfil · a7 negres peó · b7 negres peó · c7 negres peó · f7 blanques alfil · g7 negres peó · h7 negres rei · d6 negres peó · g6 blanques cavall · h6 negres peó · e5 negres peó · e4 blanques peó · h4 negres dama · d3 blanques peó · f3 negres cavall · h3 blanques peó · a2 blanques peó · b2 blanques peó · c2 blanques peó · f2 negres alfil · g2 blanques peó · a1 blanques torre · c1 blanques alfil · h1 blanques rei | a8 negres torre · c8 negres alfil · a7 negres peó · b7 negres peó · c7 negres peó · f7 blanques alfil · g7 negres peó · h7 negres rei · d6 negres peó · g6 blanques cavall · h6 negres peó · e5 negres peó · e4 blanques peó · h4 negres dama · d3 blanques peó · f3 negres cavall · h3 blanques peó · a2 blanques peó · b2 blanques peó · c2 blanques peó · f2 negres alfil · g2 blanques peó · a1 blanques torre · c1 blanques alfil · h1 blanques rei | a8 negres torre · c8 negres alfil · a7 negres peó · b7 negres peó · c7 negres peó · f7 blanques alfil · g7 negres peó · h7 negres rei · d6 negres peó · g6 blanques cavall · h6 negres peó · e5 negres peó · e4 blanques peó · h4 negres dama · d3 blanques peó · f3 negres cavall · h3 blanques peó · a2 blanques peó · b2 blanques peó · c2 blanques peó · f2 negres alfil · g2 blanques peó · a1 blanques torre · c1 blanques alfil · h1 blanques rei | a8 negres torre · c8 negres alfil · a7 negres peó · b7 negres peó · c7 negres peó · f7 blanques alfil · g7 negres peó · h7 negres rei · d6 negres peó · g6 blanques cavall · h6 negres peó · e5 negres peó · e4 blanques peó · h4 negres dama · d3 blanques peó · f3 negres cavall · h3 blanques peó · a2 blanques peó · b2 blanques peó · c2 blanques peó · f2 negres alfil · g2 blanques peó · a1 blanques torre · c1 blanques alfil · h1 blanques rei | 5 |
| 4 | a8 negres torre · c8 negres alfil · a7 negres peó · b7 negres peó · c7 negres peó · f7 blanques alfil · g7 negres peó · h7 negres rei · d6 negres peó · g6 blanques cavall · h6 negres peó · e5 negres peó · e4 blanques peó · h4 negres dama · d3 blanques peó · f3 negres cavall · h3 blanques peó · a2 blanques peó · b2 blanques peó · c2 blanques peó · f2 negres alfil · g2 blanques peó · a1 blanques torre · c1 blanques alfil · h1 blanques rei | a8 negres torre · c8 negres alfil · a7 negres peó · b7 negres peó · c7 negres peó · f7 blanques alfil · g7 negres peó · h7 negres rei · d6 negres peó · g6 blanques cavall · h6 negres peó · e5 negres peó · e4 blanques peó · h4 negres dama · d3 blanques peó · f3 negres cavall · h3 blanques peó · a2 blanques peó · b2 blanques peó · c2 blanques peó · f2 negres alfil · g2 blanques peó · a1 blanques torre · c1 blanques alfil · h1 blanques rei | a8 negres torre · c8 negres alfil · a7 negres peó · b7 negres peó · c7 negres peó · f7 blanques alfil · g7 negres peó · h7 negres rei · d6 negres peó · g6 blanques cavall · h6 negres peó · e5 negres peó · e4 blanques peó · h4 negres dama · d3 blanques peó · f3 negres cavall · h3 blanques peó · a2 blanques peó · b2 blanques peó · c2 blanques peó · f2 negres alfil · g2 blanques peó · a1 blanques torre · c1 blanques alfil · h1 blanques rei | a8 negres torre · c8 negres alfil · a7 negres peó · b7 negres peó · c7 negres peó · f7 blanques alfil · g7 negres peó · h7 negres rei · d6 negres peó · g6 blanques cavall · h6 negres peó · e5 negres peó · e4 blanques peó · h4 negres dama · d3 blanques peó · f3 negres cavall · h3 blanques peó · a2 blanques peó · b2 blanques peó · c2 blanques peó · f2 negres alfil · g2 blanques peó · a1 blanques torre · c1 blanques alfil · h1 blanques rei | a8 negres torre · c8 negres alfil · a7 negres peó · b7 negres peó · c7 negres peó · f7 blanques alfil · g7 negres peó · h7 negres rei · d6 negres peó · g6 blanques cavall · h6 negres peó · e5 negres peó · e4 blanques peó · h4 negres dama · d3 blanques peó · f3 negres cavall · h3 blanques peó · a2 blanques peó · b2 blanques peó · c2 blanques peó · f2 negres alfil · g2 blanques peó · a1 blanques torre · c1 blanques alfil · h1 blanques rei | a8 negres torre · c8 negres alfil · a7 negres peó · b7 negres peó · c7 negres peó · f7 blanques alfil · g7 negres peó · h7 negres rei · d6 negres peó · g6 blanques cavall · h6 negres peó · e5 negres peó · e4 blanques peó · h4 negres dama · d3 blanques peó · f3 negres cavall · h3 blanques peó · a2 blanques peó · b2 blanques peó · c2 blanques peó · f2 negres alfil · g2 blanques peó · a1 blanques torre · c1 blanques alfil · h1 blanques rei | a8 negres torre · c8 negres alfil · a7 negres peó · b7 negres peó · c7 negres peó · f7 blanques alfil · g7 negres peó · h7 negres rei · d6 negres peó · g6 blanques cavall · h6 negres peó · e5 negres peó · e4 blanques peó · h4 negres dama · d3 blanques peó · f3 negres cavall · h3 blanques peó · a2 blanques peó · b2 blanques peó · c2 blanques peó · f2 negres alfil · g2 blanques peó · a1 blanques torre · c1 blanques alfil · h1 blanques rei | a8 negres torre · c8 negres alfil · a7 negres peó · b7 negres peó · c7 negres peó · f7 blanques alfil · g7 negres peó · h7 negres rei · d6 negres peó · g6 blanques cavall · h6 negres peó · e5 negres peó · e4 blanques peó · h4 negres dama · d3 blanques peó · f3 negres cavall · h3 blanques peó · a2 blanques peó · b2 blanques peó · c2 blanques peó · f2 negres alfil · g2 blanques peó · a1 blanques torre · c1 blanques alfil · h1 blanques rei | 4 |
| 3 | a8 negres torre · c8 negres alfil · a7 negres peó · b7 negres peó · c7 negres peó · f7 blanques alfil · g7 negres peó · h7 negres rei · d6 negres peó · g6 blanques cavall · h6 negres peó · e5 negres peó · e4 blanques peó · h4 negres dama · d3 blanques peó · f3 negres cavall · h3 blanques peó · a2 blanques peó · b2 blanques peó · c2 blanques peó · f2 negres alfil · g2 blanques peó · a1 blanques torre · c1 blanques alfil · h1 blanques rei | a8 negres torre · c8 negres alfil · a7 negres peó · b7 negres peó · c7 negres peó · f7 blanques alfil · g7 negres peó · h7 negres rei · d6 negres peó · g6 blanques cavall · h6 negres peó · e5 negres peó · e4 blanques peó · h4 negres dama · d3 blanques peó · f3 negres cavall · h3 blanques peó · a2 blanques peó · b2 blanques peó · c2 blanques peó · f2 negres alfil · g2 blanques peó · a1 blanques torre · c1 blanques alfil · h1 blanques rei | a8 negres torre · c8 negres alfil · a7 negres peó · b7 negres peó · c7 negres peó · f7 blanques alfil · g7 negres peó · h7 negres rei · d6 negres peó · g6 blanques cavall · h6 negres peó · e5 negres peó · e4 blanques peó · h4 negres dama · d3 blanques peó · f3 negres cavall · h3 blanques peó · a2 blanques peó · b2 blanques peó · c2 blanques peó · f2 negres alfil · g2 blanques peó · a1 blanques torre · c1 blanques alfil · h1 blanques rei | a8 negres torre · c8 negres alfil · a7 negres peó · b7 negres peó · c7 negres peó · f7 blanques alfil · g7 negres peó · h7 negres rei · d6 negres peó · g6 blanques cavall · h6 negres peó · e5 negres peó · e4 blanques peó · h4 negres dama · d3 blanques peó · f3 negres cavall · h3 blanques peó · a2 blanques peó · b2 blanques peó · c2 blanques peó · f2 negres alfil · g2 blanques peó · a1 blanques torre · c1 blanques alfil · h1 blanques rei | a8 negres torre · c8 negres alfil · a7 negres peó · b7 negres peó · c7 negres peó · f7 blanques alfil · g7 negres peó · h7 negres rei · d6 negres peó · g6 blanques cavall · h6 negres peó · e5 negres peó · e4 blanques peó · h4 negres dama · d3 blanques peó · f3 negres cavall · h3 blanques peó · a2 blanques peó · b2 blanques peó · c2 blanques peó · f2 negres alfil · g2 blanques peó · a1 blanques torre · c1 blanques alfil · h1 blanques rei | a8 negres torre · c8 negres alfil · a7 negres peó · b7 negres peó · c7 negres peó · f7 blanques alfil · g7 negres peó · h7 negres rei · d6 negres peó · g6 blanques cavall · h6 negres peó · e5 negres peó · e4 blanques peó · h4 negres dama · d3 blanques peó · f3 negres cavall · h3 blanques peó · a2 blanques peó · b2 blanques peó · c2 blanques peó · f2 negres alfil · g2 blanques peó · a1 blanques torre · c1 blanques alfil · h1 blanques rei | a8 negres torre · c8 negres alfil · a7 negres peó · b7 negres peó · c7 negres peó · f7 blanques alfil · g7 negres peó · h7 negres rei · d6 negres peó · g6 blanques cavall · h6 negres peó · e5 negres peó · e4 blanques peó · h4 negres dama · d3 blanques peó · f3 negres cavall · h3 blanques peó · a2 blanques peó · b2 blanques peó · c2 blanques peó · f2 negres alfil · g2 blanques peó · a1 blanques torre · c1 blanques alfil · h1 blanques rei | a8 negres torre · c8 negres alfil · a7 negres peó · b7 negres peó · c7 negres peó · f7 blanques alfil · g7 negres peó · h7 negres rei · d6 negres peó · g6 blanques cavall · h6 negres peó · e5 negres peó · e4 blanques peó · h4 negres dama · d3 blanques peó · f3 negres cavall · h3 blanques peó · a2 blanques peó · b2 blanques peó · c2 blanques peó · f2 negres alfil · g2 blanques peó · a1 blanques torre · c1 blanques alfil · h1 blanques rei | 3 |
| 2 | a8 negres torre · c8 negres alfil · a7 negres peó · b7 negres peó · c7 negres peó · f7 blanques alfil · g7 negres peó · h7 negres rei · d6 negres peó · g6 blanques cavall · h6 negres peó · e5 negres peó · e4 blanques peó · h4 negres dama · d3 blanques peó · f3 negres cavall · h3 blanques peó · a2 blanques peó · b2 blanques peó · c2 blanques peó · f2 negres alfil · g2 blanques peó · a1 blanques torre · c1 blanques alfil · h1 blanques rei | a8 negres torre · c8 negres alfil · a7 negres peó · b7 negres peó · c7 negres peó · f7 blanques alfil · g7 negres peó · h7 negres rei · d6 negres peó · g6 blanques cavall · h6 negres peó · e5 negres peó · e4 blanques peó · h4 negres dama · d3 blanques peó · f3 negres cavall · h3 blanques peó · a2 blanques peó · b2 blanques peó · c2 blanques peó · f2 negres alfil · g2 blanques peó · a1 blanques torre · c1 blanques alfil · h1 blanques rei | a8 negres torre · c8 negres alfil · a7 negres peó · b7 negres peó · c7 negres peó · f7 blanques alfil · g7 negres peó · h7 negres rei · d6 negres peó · g6 blanques cavall · h6 negres peó · e5 negres peó · e4 blanques peó · h4 negres dama · d3 blanques peó · f3 negres cavall · h3 blanques peó · a2 blanques peó · b2 blanques peó · c2 blanques peó · f2 negres alfil · g2 blanques peó · a1 blanques torre · c1 blanques alfil · h1 blanques rei | a8 negres torre · c8 negres alfil · a7 negres peó · b7 negres peó · c7 negres peó · f7 blanques alfil · g7 negres peó · h7 negres rei · d6 negres peó · g6 blanques cavall · h6 negres peó · e5 negres peó · e4 blanques peó · h4 negres dama · d3 blanques peó · f3 negres cavall · h3 blanques peó · a2 blanques peó · b2 blanques peó · c2 blanques peó · f2 negres alfil · g2 blanques peó · a1 blanques torre · c1 blanques alfil · h1 blanques rei | a8 negres torre · c8 negres alfil · a7 negres peó · b7 negres peó · c7 negres peó · f7 blanques alfil · g7 negres peó · h7 negres rei · d6 negres peó · g6 blanques cavall · h6 negres peó · e5 negres peó · e4 blanques peó · h4 negres dama · d3 blanques peó · f3 negres cavall · h3 blanques peó · a2 blanques peó · b2 blanques peó · c2 blanques peó · f2 negres alfil · g2 blanques peó · a1 blanques torre · c1 blanques alfil · h1 blanques rei | a8 negres torre · c8 negres alfil · a7 negres peó · b7 negres peó · c7 negres peó · f7 blanques alfil · g7 negres peó · h7 negres rei · d6 negres peó · g6 blanques cavall · h6 negres peó · e5 negres peó · e4 blanques peó · h4 negres dama · d3 blanques peó · f3 negres cavall · h3 blanques peó · a2 blanques peó · b2 blanques peó · c2 blanques peó · f2 negres alfil · g2 blanques peó · a1 blanques torre · c1 blanques alfil · h1 blanques rei | a8 negres torre · c8 negres alfil · a7 negres peó · b7 negres peó · c7 negres peó · f7 blanques alfil · g7 negres peó · h7 negres rei · d6 negres peó · g6 blanques cavall · h6 negres peó · e5 negres peó · e4 blanques peó · h4 negres dama · d3 blanques peó · f3 negres cavall · h3 blanques peó · a2 blanques peó · b2 blanques peó · c2 blanques peó · f2 negres alfil · g2 blanques peó · a1 blanques torre · c1 blanques alfil · h1 blanques rei | a8 negres torre · c8 negres alfil · a7 negres peó · b7 negres peó · c7 negres peó · f7 blanques alfil · g7 negres peó · h7 negres rei · d6 negres peó · g6 blanques cavall · h6 negres peó · e5 negres peó · e4 blanques peó · h4 negres dama · d3 blanques peó · f3 negres cavall · h3 blanques peó · a2 blanques peó · b2 blanques peó · c2 blanques peó · f2 negres alfil · g2 blanques peó · a1 blanques torre · c1 blanques alfil · h1 blanques rei | 2 |
| 1 | a8 negres torre · c8 negres alfil · a7 negres peó · b7 negres peó · c7 negres peó · f7 blanques alfil · g7 negres peó · h7 negres rei · d6 negres peó · g6 blanques cavall · h6 negres peó · e5 negres peó · e4 blanques peó · h4 negres dama · d3 blanques peó · f3 negres cavall · h3 blanques peó · a2 blanques peó · b2 blanques peó · c2 blanques peó · f2 negres alfil · g2 blanques peó · a1 blanques torre · c1 blanques alfil · h1 blanques rei | a8 negres torre · c8 negres alfil · a7 negres peó · b7 negres peó · c7 negres peó · f7 blanques alfil · g7 negres peó · h7 negres rei · d6 negres peó · g6 blanques cavall · h6 negres peó · e5 negres peó · e4 blanques peó · h4 negres dama · d3 blanques peó · f3 negres cavall · h3 blanques peó · a2 blanques peó · b2 blanques peó · c2 blanques peó · f2 negres alfil · g2 blanques peó · a1 blanques torre · c1 blanques alfil · h1 blanques rei | a8 negres torre · c8 negres alfil · a7 negres peó · b7 negres peó · c7 negres peó · f7 blanques alfil · g7 negres peó · h7 negres rei · d6 negres peó · g6 blanques cavall · h6 negres peó · e5 negres peó · e4 blanques peó · h4 negres dama · d3 blanques peó · f3 negres cavall · h3 blanques peó · a2 blanques peó · b2 blanques peó · c2 blanques peó · f2 negres alfil · g2 blanques peó · a1 blanques torre · c1 blanques alfil · h1 blanques rei | a8 negres torre · c8 negres alfil · a7 negres peó · b7 negres peó · c7 negres peó · f7 blanques alfil · g7 negres peó · h7 negres rei · d6 negres peó · g6 blanques cavall · h6 negres peó · e5 negres peó · e4 blanques peó · h4 negres dama · d3 blanques peó · f3 negres cavall · h3 blanques peó · a2 blanques peó · b2 blanques peó · c2 blanques peó · f2 negres alfil · g2 blanques peó · a1 blanques torre · c1 blanques alfil · h1 blanques rei | a8 negres torre · c8 negres alfil · a7 negres peó · b7 negres peó · c7 negres peó · f7 blanques alfil · g7 negres peó · h7 negres rei · d6 negres peó · g6 blanques cavall · h6 negres peó · e5 negres peó · e4 blanques peó · h4 negres dama · d3 blanques peó · f3 negres cavall · h3 blanques peó · a2 blanques peó · b2 blanques peó · c2 blanques peó · f2 negres alfil · g2 blanques peó · a1 blanques torre · c1 blanques alfil · h1 blanques rei | a8 negres torre · c8 negres alfil · a7 negres peó · b7 negres peó · c7 negres peó · f7 blanques alfil · g7 negres peó · h7 negres rei · d6 negres peó · g6 blanques cavall · h6 negres peó · e5 negres peó · e4 blanques peó · h4 negres dama · d3 blanques peó · f3 negres cavall · h3 blanques peó · a2 blanques peó · b2 blanques peó · c2 blanques peó · f2 negres alfil · g2 blanques peó · a1 blanques torre · c1 blanques alfil · h1 blanques rei | a8 negres torre · c8 negres alfil · a7 negres peó · b7 negres peó · c7 negres peó · f7 blanques alfil · g7 negres peó · h7 negres rei · d6 negres peó · g6 blanques cavall · h6 negres peó · e5 negres peó · e4 blanques peó · h4 negres dama · d3 blanques peó · f3 negres cavall · h3 blanques peó · a2 blanques peó · b2 blanques peó · c2 blanques peó · f2 negres alfil · g2 blanques peó · a1 blanques torre · c1 blanques alfil · h1 blanques rei | a8 negres torre · c8 negres alfil · a7 negres peó · b7 negres peó · c7 negres peó · f7 blanques alfil · g7 negres peó · h7 negres rei · d6 negres peó · g6 blanques cavall · h6 negres peó · e5 negres peó · e4 blanques peó · h4 negres dama · d3 blanques peó · f3 negres cavall · h3 blanques peó · a2 blanques peó · b2 blanques peó · c2 blanques peó · f2 negres alfil · g2 blanques peó · a1 blanques torre · c1 blanques alfil · h1 blanques rei | 1 |
|   | a | b | c | d | e | f | g | h |   |

L'Oxford Encyclopedia of Chess Games, Volum 1 (1485-1866) inclou totes les partides conservades fins al 1800 (Levy & O'Connell 1981:ix). L'exemple més antic d'escac continu que hi surt és una partida entre jugadors desconeguts, el 1750: N.N. versus N.N., 1750 1.e4 e5 2.Cf3 Cc6 3.Ac4 Ac5 4.0-0 (les regles de l'enroc encara no s'havien estandarditzat en aquell moment, i per això les blanques van moure el seu rei a h1 i la torre a f1) Cf6 5.Cc3 Cg4 6.d3 0-0 (les negres mouen el rei a h8 i la torre a f8) 7.Cg5 d6 8.h3 h6 9.Cxf7+ Txf7 10.Axf7 Dh4 11.Df3 Cxf2+ 12.Txf2 Axf2 13.Cd5 Cd4 14.Ce7 Cxf3 15.Cg6+ Rh7 ½-½ en vista que 16.Cf8+ Rh8 17.Cg6+, etc. (Levy & O'Connell 1981:9) Els següents exemples d'escac continu al llibre són dues partides, ambdues jugades el 1788 entre Bowdler i Philidor, amb en Philidor donant avantatge de peó i jugada (Levy & O'Connell 1981:12).
Les taules per escac continu es trobaven en el passat entre les regles dels escacs (Reinfeld 1954:175), (Reinfeld 1958:41–43). Howard Staunton les donava com una de les sis maneres d'entaular una partida a The Chess-Player's Handbook (Staunton 1847:21). Però aquesta regla ja no existeix, perquè l'escac continu sempre condueix a taules per triple repetició o per la regla de les cinquanta jugades. A més, si un jugador manifesta que farà escac continu, els contendents normalment acorden les taules (Hooper & Whyld 1992).